# Archäologische Stätten von Agrigent
Die archäologischen Stätten von Agrigent südlich des heutigen Stadtkerns von Agrigent gehören zu den eindrucksvollsten archäologischen Fundplätzen auf Sizilien. Sie zeigen vor allem die Überreste von Akragas (lat. Agrigentum), einer der bedeutendsten antiken griechischen Städte auf Sizilien. Die teilweise noch sehr gut erhaltenen griechischen Tempel zeugen von der Größe, Macht und kulturellen Hochblüte der damaligen griechischen Stadt.
Akragas war zwar erst 582 v. Chr. in einer zweiten Welle der griechischen Kolonisation gegründet worden, hatte sich aber bald, besonders durch den Sieg in der Schlacht bei Himera, zu der zweitwichtigsten griechischen Polis auf Sizilien nach Syrakus entwickelt. Diese Bedeutung fand ihren Ausdruck unter anderem in einer Reihe monumentaler Tempel, die im Verlauf des 5. Jahrhunderts v. Chr. entlang der südlichen Stadtmauer auf einem Höhenzug errichtet wurden, der in der archäologischen Fachsprache die Bezeichnung „Hügel der Tempel“ (ital.: Collina dei Templi) hat, im Volksmund aber (durch seine Lage unterhalb der heutigen Stadt Agrigent) als „Tal der Tempel“ (ital.: Valle dei Templi) bezeichnet wird. Die Bezeichnung „Tal der Tempel“ wird oft auch allgemein für die gesamten archäologischen Stätten von Agrigent verwendet.
Der Concordiatempel, der zu den am besten erhaltenen Tempeln der griechischen Antike überhaupt zählt, und die Überreste der anderen Tempel waren auch ein Grund dafür, dass die archäologischen Stätten von Agrigent ab der Mitte des 18. Jahrhunderts für viele an der antiken griechischen Kultur Interessierte zu einem festen Bestandteil einer Bildungsreise nach Süditalien wurden. Auch Johann Wolfgang von Goethe schildert in seinem Werk Italienische Reise seinen Besuch dieser Stätten.
1997 erklärte die UNESCO die archäologischen Stätten von Agrigent zum Weltkulturerbe mit der Begründung, dass Akragas „eine der größten Städte der Antike im Mittelmeerbereich war und in einem außergewöhnlich guten Zustand erhalten ist. Seine großartige Reihe dorischer Tempel ist eines der herausragendsten Denkmäler für die griechische Kunst und Kultur.“

## Lage

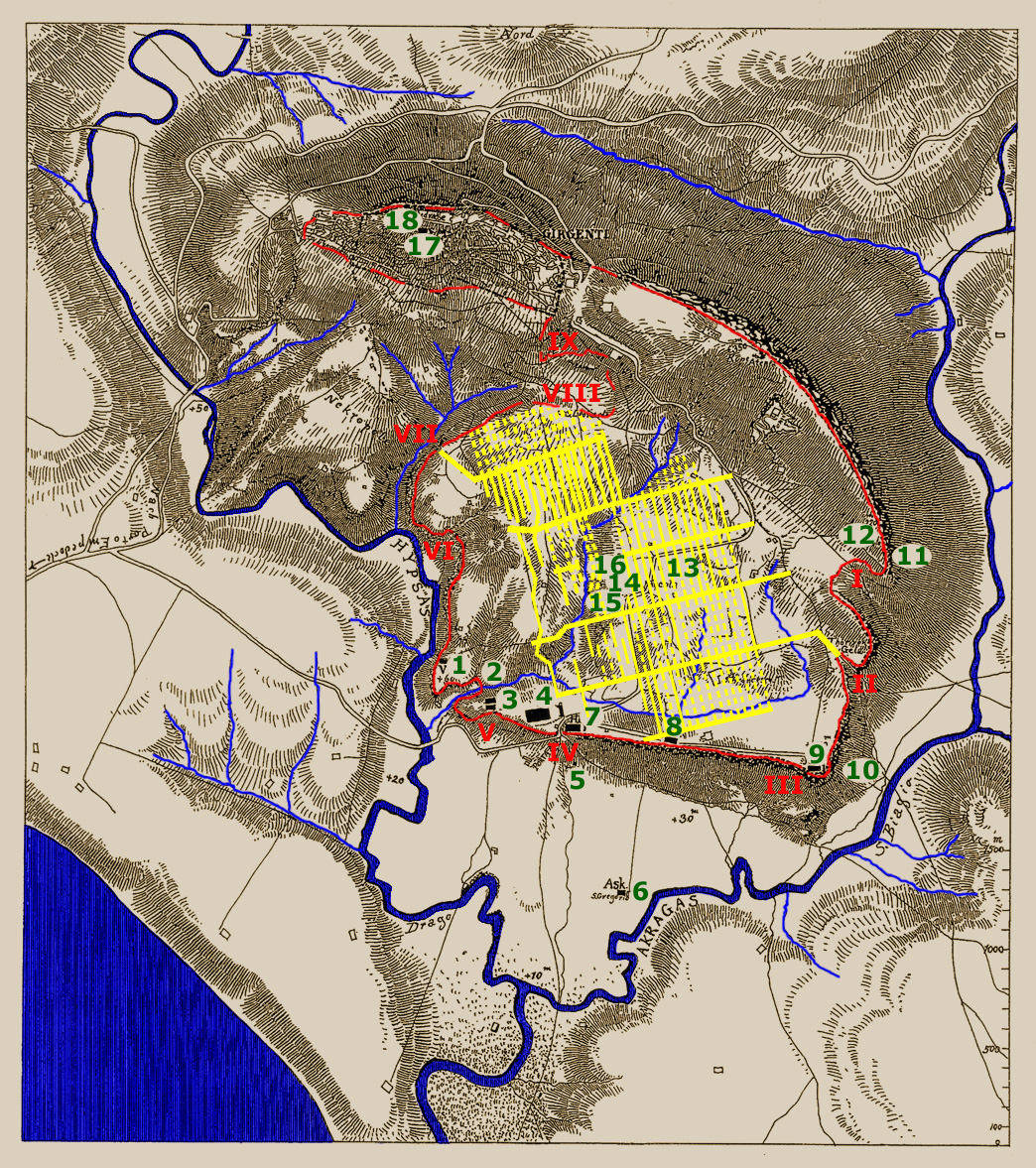
Plan von Robert Koldewey

Die Stadt Akragas wurde auf einem Hochplateau aus Kalkstein nahe der Südwestküste Siziliens errichtet. Dieses Hochplateau fällt nach drei Seiten steil ab und bot daher eine gute Verteidigungsmöglichkeit für die Stadt. Östlich des Plateaus fließt der Fluss San Biagio (damals Akragas genannt), westlich der Fluss Sant’Anna (damals Hypsas genannt). Beide Flüsse vereinigen sich südlich des Plateaus und fließen in das etwa 4 km entfernte Meer.
Das Plateau hat einen etwa rechteckigen Grundriss mit einer Größe von 2,2 × 1,6 km. Seine Oberfläche ist nicht eben, sondern bildet eine Art Trog, der in Ost-West-Richtung verläuft. Im Norden und Nordosten schließt der Athenafelsen (Rupe Atenea) das Plateau ab. Im Nordwesten schließt sich an das Plateau noch ein langgestreckter Höhenzug an, der Girgenti-Hügel, auf dem in archaischer Zeit die Akropolis stand und auf dem heute der historische Stadtkern Agrigents steht. Im Süden wird das Plateau von einem niedrigeren Hügelrücken begrenzt, an dessen Rand eine Reihe von Tempeln aufgereiht sind. Da dieser Hügelzug vom mittelalterlichen Stadtzentrum auf dem Girgenti-Hügel aus gesehen im Tal liegt, wird er etwas irreführend auch als „Tal der Tempel“ (ital.: „Valle dei Templi“) bezeichnet.

## Geschichte

### Archaische Zeit

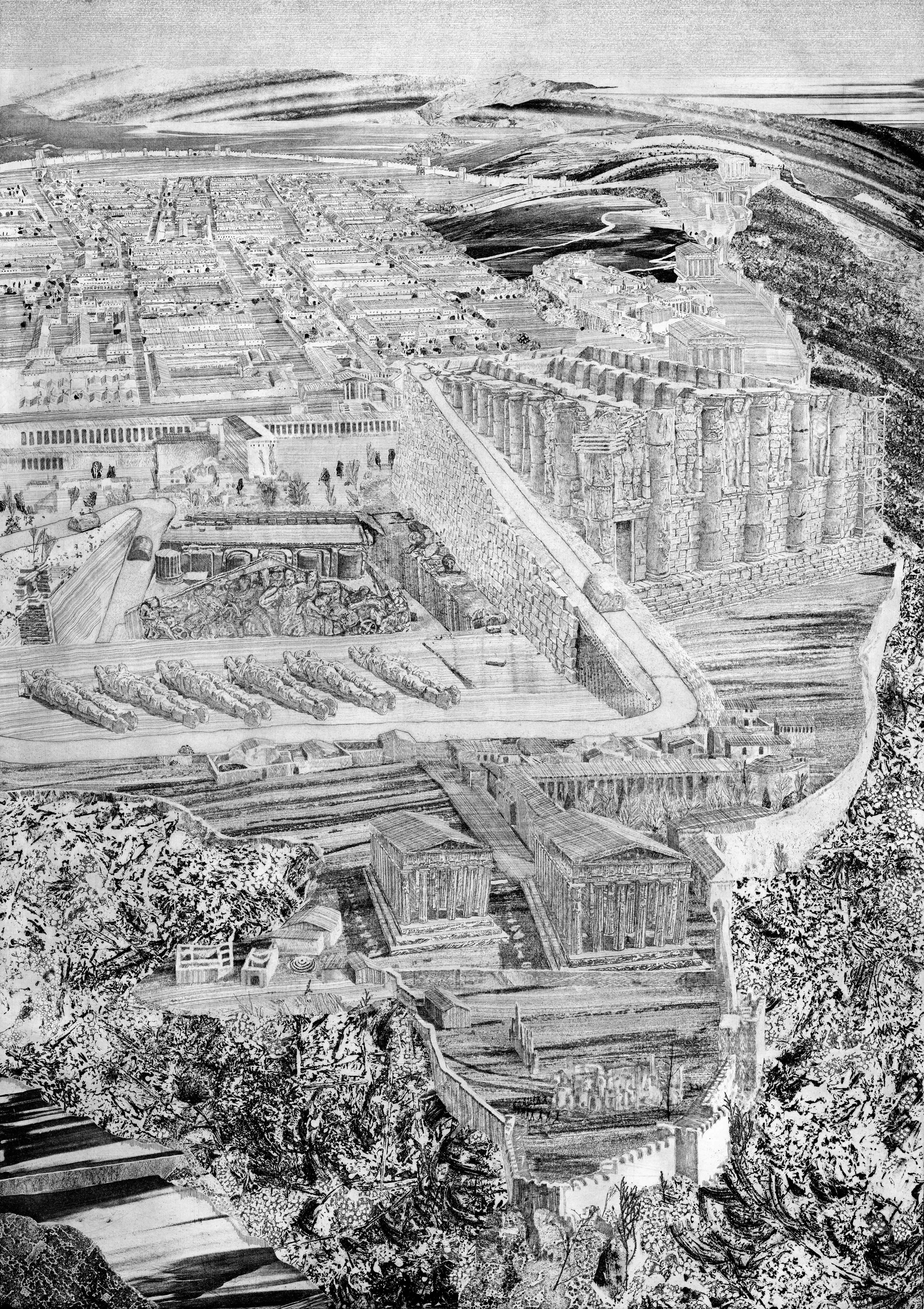
Akragas 406 v. Chr.

Akragas ist die jüngste der bedeutenderen griechischen Städte auf Sizilien. Die Stadt wurde ungefähr 582 v. Chr. gemeinsam von Siedlern aus Gela und Rhodos unter den Oikisten Aristonos und Pystillos gegründet. Es wird angenommen, dass das Gebiet schon vorher zum Einflussbereich Gelas gehörte und dass es hier an der Küste eine Handelsniederlassung (Emporion) gab, da sonst die Siedler aus Megara Hyblaea für ihre wesentlich ältere Neugründung Selinunt nicht so weit nach Westen hätten ziehen müssen.

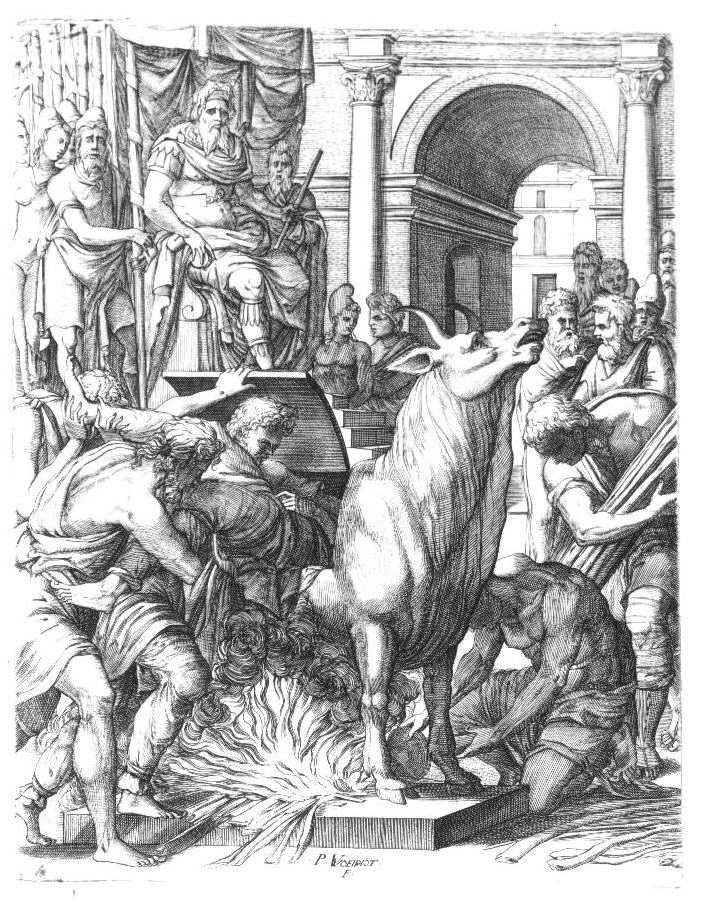
Phalaris, erster Tyrann von Akragas, lässt den Künstler Perilaos in den Bronzestier einschließen (Kupferstich von Pierre Woeiriot de Bouzey, 16. Jahrhundert).

Schon bald nach der Gründung der Stadt konnte Phalaris die Macht an sich reißen. Durch Unterschlagung von Geld, das für einen Tempelbau bestimmt war, warb er Söldner an und machte sich in einem Staatsstreich zum Alleinherrscher (Tyrannen) der Stadt. Er regierte etwa 570–555 v. Chr. und war für seine Grausamkeit berüchtigt. Er dehnte seinen Machtbereich bis weit in das Landesinnere aus.
Zu seiner Zeit wurde wohl bereits die massive Stadtmauer von Akragas errichtet. Sie folgt im Wesentlichen den Außenkanten des Plateaus, umschließt aber auch den Girgenti-Hügel. Sie hat eine Länge von 12 km und schließt eine Fläche von 4,5 km² ein. Neun Tore, die eine natürliche Bodensenke oder ein kleines Tal nutzten, führten in die Stadt. Teilweise waren diese Tore von Türmen flankiert. Durch das Haupttor (Tor IV), das sich in der Südmauer befand und in der Römerzeit Porta Aurea genannt wurde, führte die Straße zum Hafen. Durch das Tor I im Osten führte die Straße zur Mutterstadt Gela.
Auf der Akropolis, die sich über den Girgenti-Hügel und den Athenafelsen erstreckte, wurden im 6. Jahrhundert v. Chr. ein Tempel des Zeus und zu Beginn des 5. Jahrhunderts v. Chr. ein Tempel der Athena erbaut. Gegen Ende des 6. Jahrhunderts v. Chr. entstand der Heraklestempel nahe der Südmauer östlich der Porta Aurea.
In der Senke zwischen der Akropolis und der Südmauer entwickelte sich die Stadt. Sie wurde von sechs Hauptstraßen (Plateiai) etwa in Ost-West-Richtung durchzogen, die von zahlreichen Nebenstraßen (Stenopoi) rechtwinklig gekreuzt wurden. So entstanden längliche Wohnblöcke, die etwa in Nord-Süd-Richtung verliefen.
Außerhalb der Stadtmauern wurde Ackerland gewonnen und durch Forts gegen Übergriffe geschützt. Die Stadt verdankte ihren Wohlstand dem Anbau von Weizen, Öl und Mandelbäumen sowie der Schafzucht.
Theron, der 488 v. Chr. Tyrann von Akragas wurde, dehnte seinen Machtbereich weiter aus und machte Akragas zur zweitwichtigsten Stadt Siziliens nach Syrakus. Das Gebiet umfasste große Teile Westsiziliens, wie durch eine kürzlich erfolgte Studie zur Münzverbreitung ermittelt wurde. Im Jahre 483 vertrieb er den Herrscher Terillos aus Himera und übernahm dort die Macht. Terillos bat die Karthager um Hilfe, die jedoch in der Schlacht bei Himera von Theron und seinem Schwiegersohn Gelon, dem Tyrannen von Syrakus, vernichtend geschlagen wurden.

### Klassische Zeit

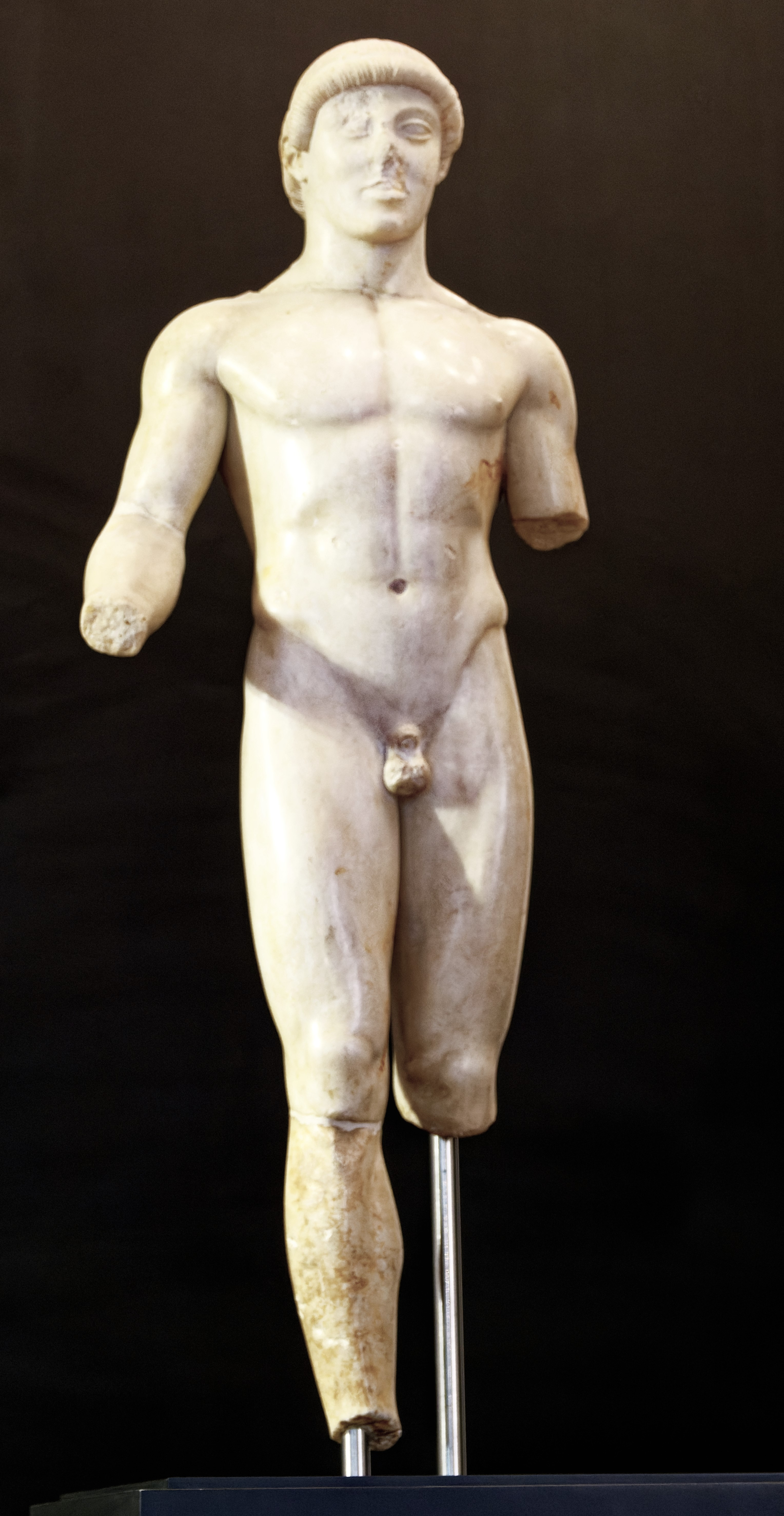
Statue eines Epheben 480–470 v. Chr.

Durch die in der Schlacht bei Himera gewonnene Kriegsbeute, die als Sklaven arbeitenden Kriegsgefangenen und die Reparationen, die Karthago zu zahlen hatte, stieg der Reichtum von Akragas beträchtlich an. Dieser zeigt sich auch an den in Angriff genommenen Bauprojekten. Theron begann an der Südmauer westlich der Porta Aurea den riesenhaften Tempel des olympischen Zeus zu errichten. Pindar, der eine Zeit lang am Hof Therons weilte, beschrieb Akragas als „schönste der Sterblichen Städte“.
Nach dem Tod Therons und der Vertreibung seines Sohnes Thrasydaios wurde Akragas zu einer Demokratie. Die kulturelle Hochblüte dauerte das ganze 5. Jahrhundert hindurch an. Der Reichtum der Stadt in dieser Zeit beruhte besonders auf dem Handel. In der zweiten Hälfte des 5. Jahrhunderts wurde die Mehrzahl der Tempel an der Südmauer errichtet, die einem vom Meer aus ankommenden Besucher einen imposanten ersten Eindruck von dem Reichtum der Stadt vermittelten. Der Philosoph Empedokles aus Akragas schrieb zu dieser Zeit, dass die Menschen von Akragas den Luxus genossen, als ob sie morgen sterben müssten, aber Bauten errichteten, als ob sie ewig leben würden.
Als die Karthager, von Segesta zu Hilfe gerufen, 409 v. Chr. eine Großoffensive gegen die griechischen Städte Siziliens begannen, wurde auch Akragas 406 v. Chr. erobert und zerstört. Nachdem die Karthager 406 v. Chr. mit Dionysios I. von Syrakus Frieden geschlossen hatten, durften die Bewohner von Akragas wieder in ihre Stadt zurückkehren. Sie durften die Stadt aber nicht wieder befestigen und waren zu Tributzahlungen an Karthago verpflichtet. In der Folgezeit sank Akragas zu einem unbedeutenden Dorf herab. Obwohl die Stadt später wieder aufgebaut wurde, konnte sie trotz aller Anstrengungen nie wieder ihre einstige Größe erreichen.

### Hellenistische Zeit

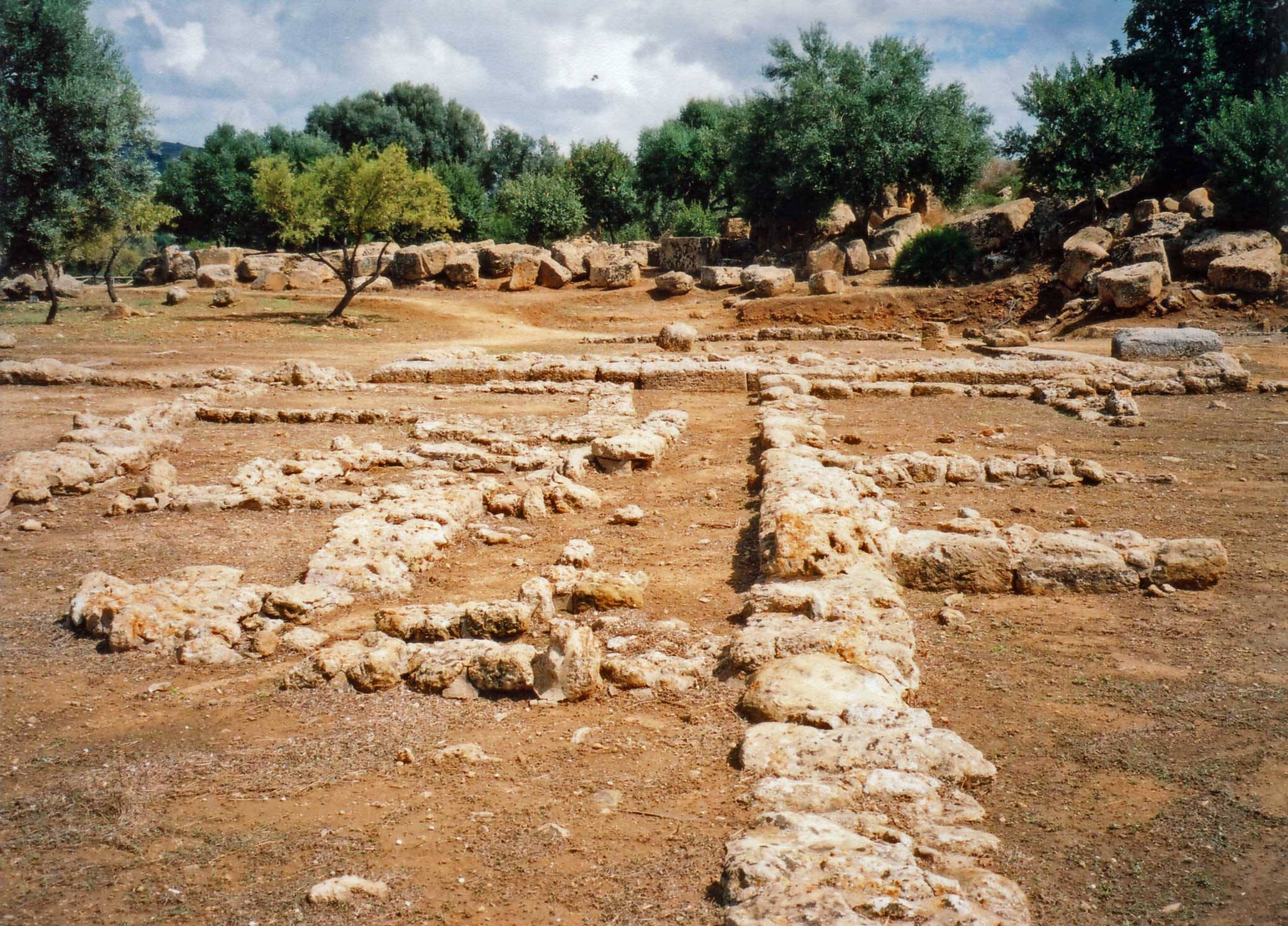
Hellenistisches Wohnviertel

Nachdem Timoleon die Karthager 340 v. Chr. in der Schlacht am Krimisos besiegt und nach Westsizilien zurückgedrängt hatte, brachte er neue Siedler nach Akragas, um es wieder zu einer funktionierenden Polis zu machen. Die neuen Häuser wurden auf den Grundmauern der zerstörten alten Bauten errichtet. Dabei wurde das bereits bestehende Hippodamische Schema der rechtwinklig zueinander verlaufenden Haupt- und Nebenstraßen übernommen.
Im 3. Jahrhundert v. Chr. brachte der Tyrann Phintias (289–279 v. Chr.) auch Gela, die Mutterstadt von Akragas, unter seine Herrschaft. Er ließ Gela zerstören und siedelte seine Bewohner an der Stelle des heutigen Licata neu an.
Im ersten punischen Krieg wurde Akragas 261 v. Chr. von den Römern erobert und zerstört, und seine Einwohner wurden in die Sklaverei verkauft. 255 v. Chr. wurde Akragas von den Karthagern zurückerobert, was weitere Zerstörungen mit sich brachte. Endgültig unter römische Herrschaft kam Akragas 210 v. Chr. und wurde zu einer tributpflichtigen civitas.

### Römische Zeit

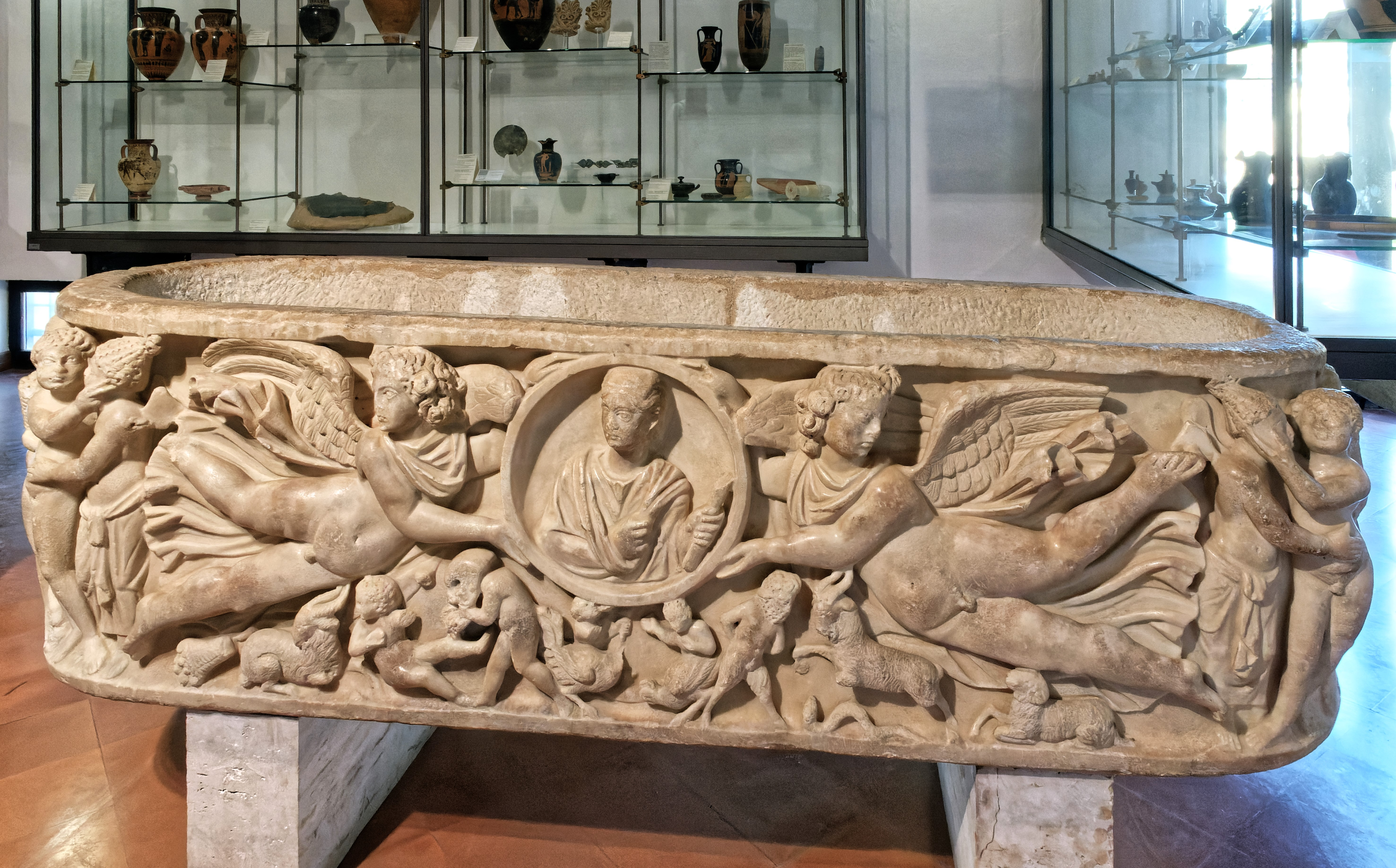
Römischer Sarkophag

Die Römer benannten die Stadt in Agrigentum um und bevölkerten sie mit neuen Siedlern. Die Wohngebäude und die öffentlichen Bauten breiteten sich in der Senke über den Resten der griechischen Stadt aus. Die Römer errichteten keine eigenen großen Tempel, sondern bauten einige der zerstörten Tempel wieder auf und widmeten sie römischen Göttern.
Im Zuge der Verwaltungsreform des Augustus erhielt Agrigent den Status eines Municipiums.
In der Kaiserzeit entwickelte sich Agrigentum wieder zu einer wohlhabenden und bedeutenden Stadt. Beim Einfall der Vandalen ab 439 kam es wieder zu Zerstörungen.
In oströmischer Zeit entvölkerte sich die Stadt immer mehr und wurde erneut zu einem unbedeutenden Dorf. Vor der Bedrohung durch die Araber, die zu Beginn des 8. Jahrhunderts Raubzüge nach Sizilien unternahmen, zogen sich die Bewohner aus dem antiken Stadtgebiet auf den Girgenti-Hügel zurück.

### Rezeption in der Neuzeit
Im Mittelalter und in der Neuzeit wurden die antiken Bauwerke wenig beachtet. Sie verfielen und wurden oft auch einfach als Steinbruch benutzt. Nur der Concordiatempel wurde durch seinen Umbau in eine Kirche bis ins 17. Jahrhundert weiter verwendet und blieb so nahezu unversehrt erhalten. Erst als im 18. Jahrhundert durch den Klassizismus wieder ein allgemeines Interesse an der griechischen Antike erwachte, fanden auch die antiken Stätten des alten Akragas wieder mehr Beachtung. Zu dieser Zeit wurde der Concordiatempel wieder in seinen ursprünglichen Zustand als Tempel zurückversetzt, und Säulen und Architrav an der Nordseite des Heratempels wurden wieder aufgerichtet. Da Griechenland damals Teil des Osmanischen Reiches und daher sehr viel schwieriger zu bereisen war, fuhren viele an der antiken griechischen Kultur Interessierte nach Unteritalien und Sizilien, um dort die ehemaligen griechischen Kolonien zu besichtigen. Die archäologischen Stätten von Agrigent waren dabei fester Bestandteil dieser Reisen.

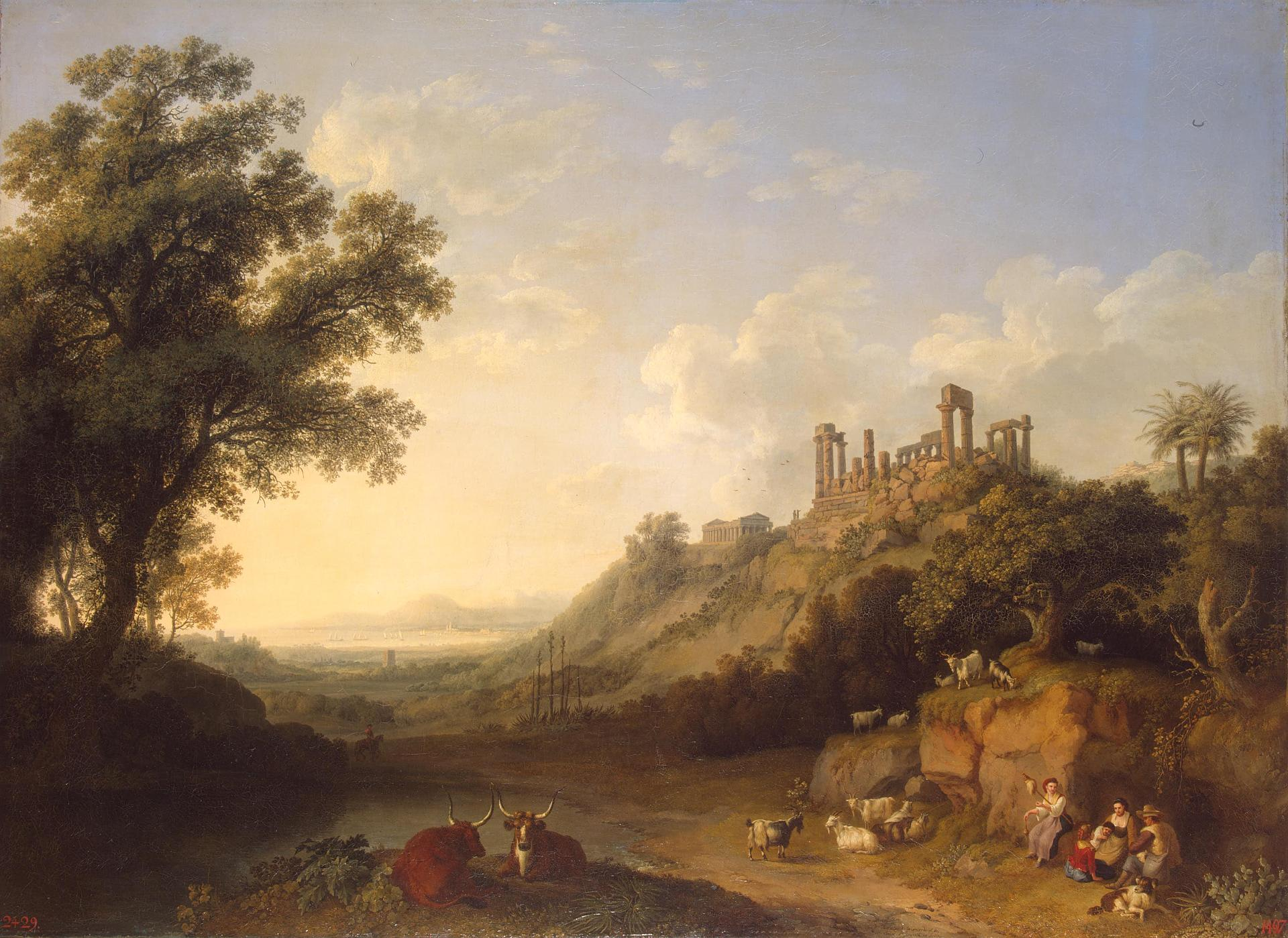
Gemälde des Tempelhügels von Jacob Philipp Hackert 1778

In Deutschland wurden die antiken Stätten im 18. Jahrhundert vor allem durch die Italienische Reise Johann Wolfgang von Goethes und den Spaziergang nach Syrakus Johann Gottfried Seumes bekannt. Der Zeichner Christoph Heinrich Kniep, der Goethe auf seiner italienischen Reise begleitete, und die Maler Jacob Philipp Hackert und Ferdinand Georg Waldmüller schufen Bilder der antiken Bauwerke, und Johann Joachim Winckelmann verfasste die Anmerkungen über die Baukunst der Tempel zu Grigenti in Sizilien. Architekten und Bauforscher wie Leo von Klenze, Friedrich von Gärtner und Karl Friedrich Schinkel besuchten auf ihren Studienreisen durch Süditalien und Sizilien auch Agrigent.
Im 19. Jahrhundert erfolgten dann systematische Untersuchungen der antiken Stätten. Erste ausführliche Ausgrabungen wurden in den 1830er Jahren unter Serradifalco durchgeführt. Zu dieser Zeit wurde auch die Ecke des Dioskurentempels wiederaufgerichtet. Diese Rekonstruktion gilt jedoch heutzutage in der Fachwelt als verfehlt, da dabei anscheinend auch Elemente benachbarter Bauten (evtl. des Tempels L) aus verschiedenen Stilepochen verwendet wurden. Zu den Malern, die die Stätten im 19. Jahrhundert abbildeten, zählen Caspar David Friedrich (Junotempel in Agrigent) und Christian Wilberg.

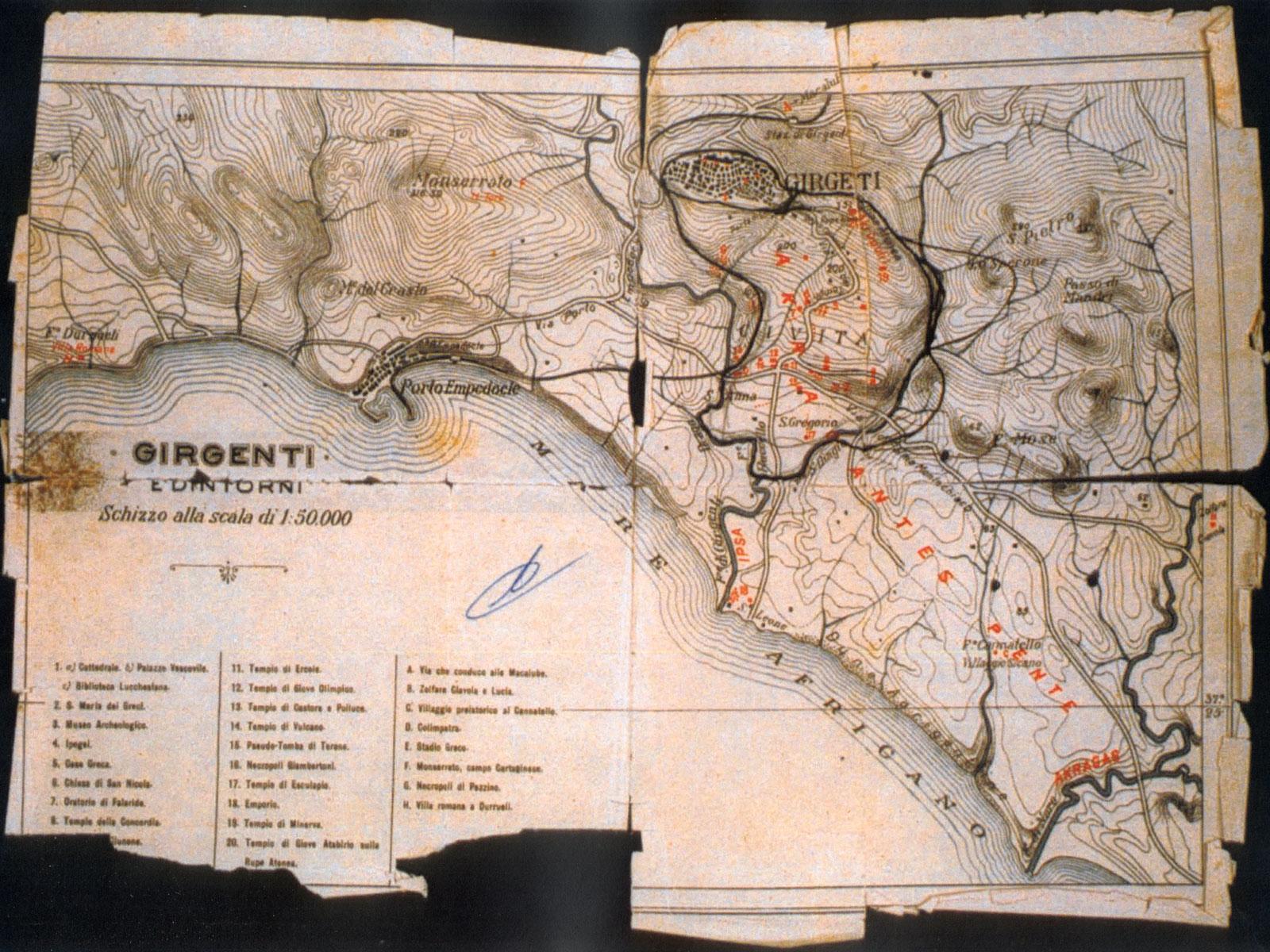
Plan des alten Akragas von Julius Schubring

Julius Schubring beschrieb in seiner Historischen Topographie die Lage der antiken Stätten. In den 1890er Jahren unternahmen Robert Koldewey und Otto Puchstein zwei Reisen nach Unteritalien und Sizilien, auf denen sie auch die Tempel von Akragas vermaßen und beschrieben. Dabei fertigte Robert Koldewey Ansichten und Schemazeichnungen der Tempel an. Ihr gemeinsames zweibändiges Werk Die griechischen Tempel in Unteritalien und Sicilien wurde zu einem größtenteils heute noch gültigen Standardwerk der wissenschaftlichen Untersuchung der antiken Stätten.
Weitere Ausgrabungen wurden in den 1920er-Jahren unter Leitung von Pirro Marconi durchgeführt. Zu dieser Zeit wurden auch die acht Säulen an der Südseite des Heraklestempels wiederaufgerichtet. Gefördert wurden diese Arbeiten durch Sir Alexander Hardcastle, der sein ganzes Vermögen in den Dienst der Archäologie steckte.
Mit dem Bau des Archäologischen Museums wurden 1968 die vorher an verschiedenen Orten verteilten Sammlungen von Fundstücken der antiken Stätten der Öffentlichkeit gemeinsam an einer zentralen Stelle zugänglich gemacht.
Auch weiterhin werden Ausgrabungen durchgeführt, die neben Details gelegentlich auch größere Überraschungen ans Tageslicht fördern. So wurde z. B. 1989 bei Ausgrabungen nördlich des Archäologischen Museums das Buleuterion gefunden.
Vom Archäologischen Institut der FU Berlin werden auch im Jahr 2022 weitere Grabungen durchgeführt.

### Instandhaltung Beginn 21. Jahrhundert

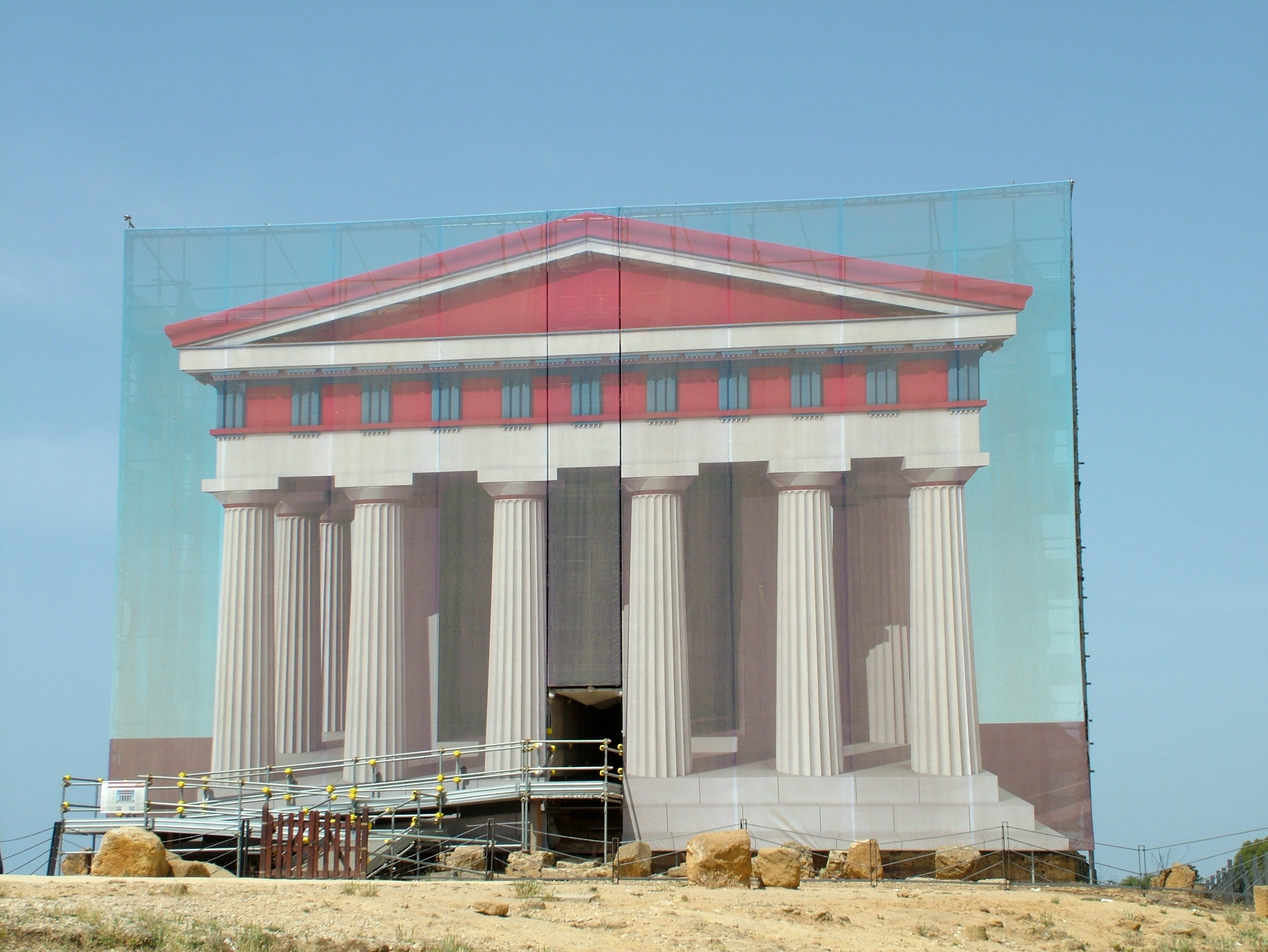
Farbrekonstruktion des Concordiatempels
(Foto 2006)

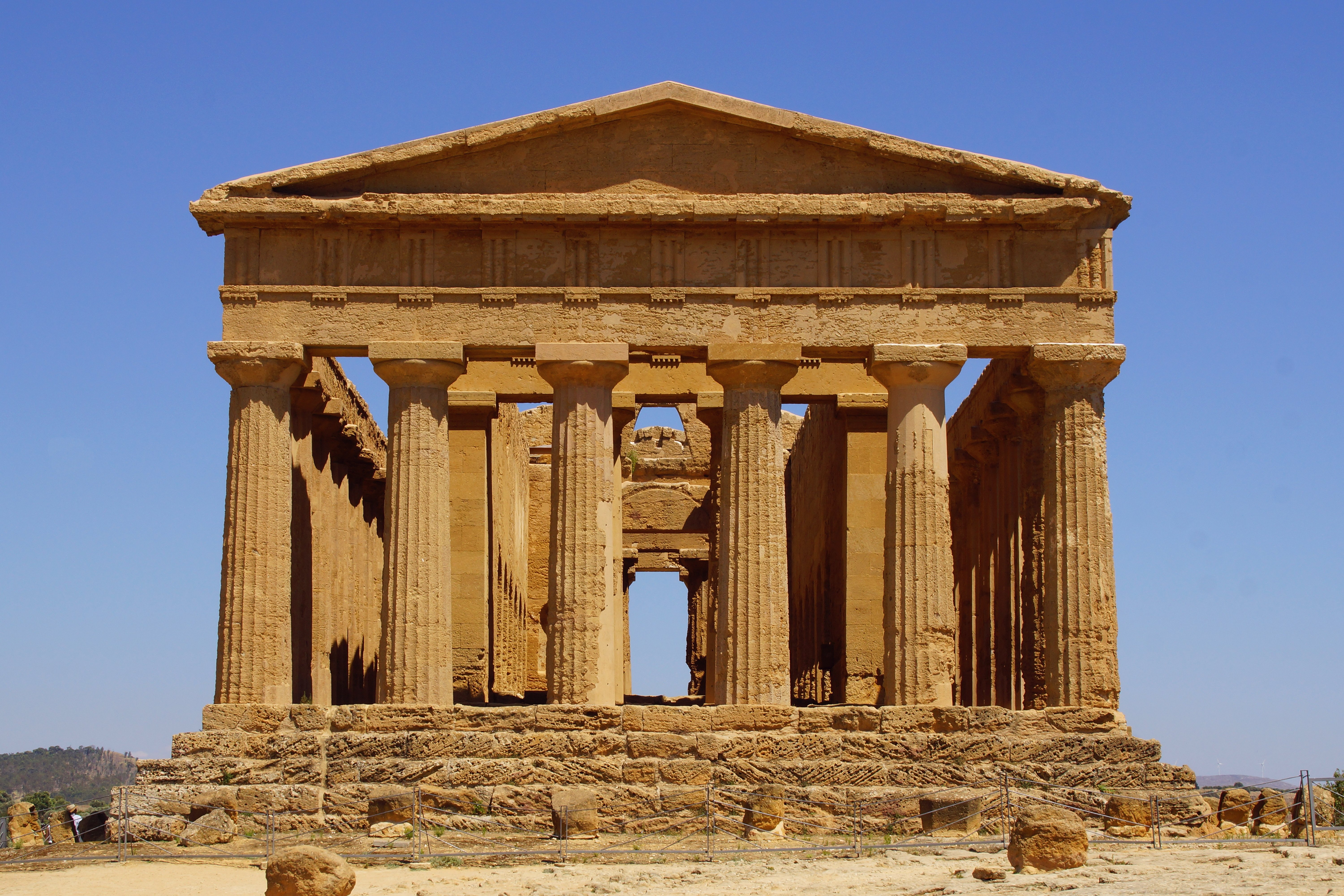
Farbton nach dem Schutzanstrich gegen Umweltschäden und Verwitterung am Concordiatempel
(Foto 2014)

Da die Tempel von Akragas aus Kalkstein errichtet sind, sind sie empfindlich gegenüber Umwelteinflüssen und Verwitterung. 2005 wurde mit Hilfe von Fördergeldern der Europäischen Union mit umfangreichen Instandsetzungsarbeiten begonnen, die bis 2007 dauerten. Dadurch soll die Bausubstanz vor weiterem Verfall geschützt werden.
Während der Instandsetzungsarbeiten waren die Tempel eingerüstet. Als Trostpflaster für Besucher war auf der Abdeckplane des Baugerüsts des Concordiatempels eine Rekonstruktion der ursprünglichen farblichen Gestaltung des Tempels abgebildet.
Bedroht sind die archäologischen Stätten jedoch nicht nur durch den Verfall der Bausubstanz, sondern auch dadurch, dass Teile des antiken Stadtgebiets als Bauland ausgewiesen wurden und teilweise schon bebaut sind. Auch illegale Bauten wurden dort errichtet. Das hat eine Diskussion ausgelöst, wie die antiken Stätten besser geschützt und die Bausünden der Vergangenheit beseitigt werden können.

## Besonderheiten der Tempel
Die meisten Tempel von Akragas sind wie die Mehrzahl der griechischen Tempel Siziliens vom Typ eines dorischen Ringhallentempels (Peripteros). Dabei ist das Innengebäude (der Naos mit der Cella) von einer Reihe von Säulen umgeben, die das Gebälk und das Dach tragen.
Die ältesten Tempel von Akragas entstanden im 6. Jahrhundert v. Chr. auf der Akropolis, die sich über den Girgenti-Hügel und den Athenefelsen erstreckte. Im 5. Jahrhundert v. Chr. wurde dann auf dem südlichen Höhenrücken entlang der Stadtmauer eine Reihe von Tempeln errichtet, die vom Meer aus gesehen eine eindrucksvolle Silhouette bildeten.
Anders als beispielsweise für die Tempel auf der Akropolis von Athen, die aus Marmor erbaut sind, wurde für die Tempel Agrigents als Baumaterial Kalkstein verwendet, der im nahen Flusstal des Akragas gebrochen wurde. Der Kalkstein wurde zum Abschluss der Bauarbeiten mit einer Stuckschicht überzogen, um ihm ein marmorartiges Aussehen zu geben. Einige Strukturelemente der Tempel waren farbig gestaltet.

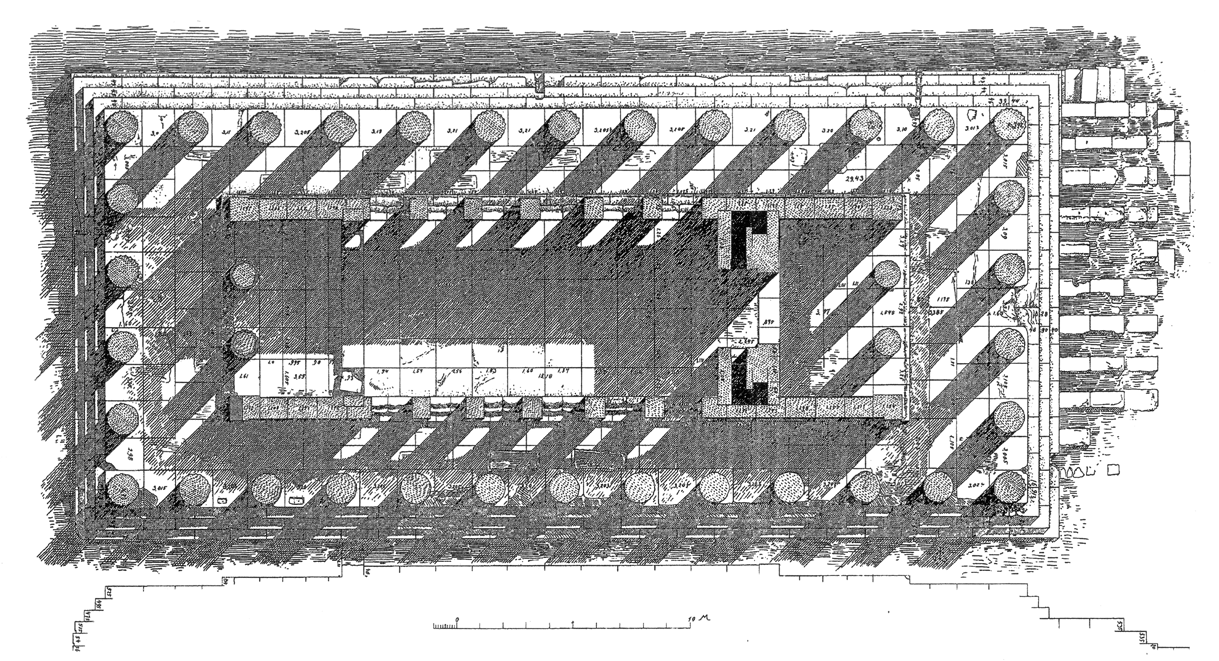
Concordiatempel, Grundriss von Robert Koldewey

Anders als bei den Tempeln des griechischen Mutterlandes sind die Tempel von Akragas, wie in den meisten anderen Städten der Magna Graecia, in ihrem Entwurf frontbetont. Die Frontseite, meist die Ostseite, ist mit einer breiten Freitreppe versehen, und vor ihr steht ein großer Opferaltar, der beim Heratempel noch besonders eindrucksvoll erhalten ist. Um diesen Altar herum fanden die gemeinschaftlichen Zeremonien statt, und auf ihm wurden den Göttern Schlachtopfer von Vieh dargebracht.
Die meisten Tempel aus der klassischen Epoche von Akragas haben, wie es auch im griechischen Mutterland üblich war, eine Säulenhalle mit 6 Säulen auf den Schmal- und 13 Säulen auf den Längsseiten, während ansonsten in Sizilien eher länger gestreckte Bauformen mit 6 × 14 oder sogar 6 × 15 Säulen üblich waren. Pronaos und Cella sind durch zwei große Pfeiler voneinander abgeteilt, in deren Inneren Treppen bis auf das Dach hinauf führen. Bei den meisten Tempeln von Akragas fehlt das sonst in Sizilien übliche Adyton.
Eine Sonderform bildet das Olympieion, das auch karthagische Elemente enthält (z. B. Pfeiler statt Säulen) und den Sieg der Griechen über die Karthager verherrlichen sollte.
Die Namen der Tempel gehen größtenteils auf die Zeit des Renaissance-Humanismus zurück. Ihre Zuordnung zu griechischen oder römischen Göttern ist teils historisch verbürgt (z. B. beim Heraklestempel und beim Olympieion), teils aufgrund der dort gefundenen Weihegeschenke rekonstruiert (z. B. beim Demetertempel und beim Heiligtum der chthonischen Gottheiten), teils fragwürdig (z. B. beim Heratempel) und teils völlig beliebig erfolgt (z. B. beim Dioskuren- und Concordiatempel). Der italienische Archäologe Pirro Marconi führte daher bei seinen Ausgrabungen in den 1920er-Jahren Bezeichnungen mit Buchstaben ein, wie sie auch in Selinunt verwendet werden. Diese konnten sich jedoch in Agrigent gegenüber den traditionellen Benennungen nicht allgemein durchsetzen. Auch die von Biagio Pace anhand der überlieferten Kulte versuchte Zuordnung der Tempel (z. B. Heratempel – Poseidon, Concordiatempel – Dioskuren) konnte den allgemeinen Sprachgebrauch nicht verdrängen.
Die folgende Tabelle gibt einen chronologischen Überblick über die Tempel von Akragas. Dabei bedeutet Grundfläche die Abmessungen (Frontbreite × Seitenlänge) des Stylobats. Mit * gekennzeichnete Angaben sind rekonstruierte Werte, da der Stylobat nicht erhalten ist.
| Tempel                      | Ort                              | Entstehungszeit          | Bautyp                                      | Grundfläche      | Säulen | Bemerkungen |
| --------------------------- | -------------------------------- | ------------------------ | ------------------------------------------- | ---------------- | ------ | --- |
| Zeustempel                  | Akropolis                        | 6. Jh. v. Chr.           |                                             |                  |        | unter der Kathedrale San Gerlando vermutet |
| Heraklestempel (Tempel A)   | Archäologiepark „Tal der Tempel“ | um 500 v. Chr.           | dorischer Peripteros                        | 25,34 × 67,00 m  | 6 × 15 | 8 Säulen im 20. Jh. wiederaufgerichtet (Grundriss) |
| Athenatempel (Tempel E)     | Akropolis                        | Anfang 5. Jh. v. Chr.    | dorischer Peripteros                        | 15,10 × 34,70 m  | 6 × 13 | überbaut mit Kirche S. Maria dei Greci (Grundriss) |
| Olympieion (Tempel B)       | Archäologiepark „Tal der Tempel“ | um 480 v. Chr.           | dorischer Tempel mit Pseudoperistase        | 56,30 × 112,60 m | 7 × 14 | Pseudoperistase aus Pfeilern mit vorgeblendeten Halbsäulen, Zwischenräume durch Mauern geschlossen, Telamone tragen das Gebälk (Grundriss, Aufriss, Modell) |
| Demetertempel (Tempel C)    | Akropolis                        | 480–470 v. Chr.          | dorischer Antentempel                       | 13,30 × 30,20 m  | –      | überbaut mit Kirche S. Biagio (Grundriss) |
| Dioskurentempel (Tempel I)  | Archäologiepark „Tal der Tempel“ | Mitte 5. Jh. v. Chr.     | dorischer Peripteros                        | 13,86 × 31,70 m  | 6 × 13 | Ecke im 19. Jh. wiederaufgerichtet |
| Tempel L                    | Archäologiepark „Tal der Tempel“ | Mitte 5. Jh. v. Chr.     | dorischer Peripteros                        | 17,20 × 38,80 m* | 6 × 13 | |
| Heratempel (Tempel D)       | Archäologiepark „Tal der Tempel“ | 460–450 v. Chr.          | dorischer Peripteros                        | 16,90 × 38,15 m  | 6 × 13 | Säulen und Architrav der Nordseite im 18. Jh. wiederaufgerichtet (Grundriss)                                                                                |
| Asklepiostempel (Tempel H)  | südlich der antiken Stadt        | 2. Hälfte 5. Jh. v. Chr. | dorischer Antentempel mit Pseudo-Opisthodom | 10,70 × 21,70 m  | –      | |
| Concordiatempel (Tempel F)  | Archäologiepark „Tal der Tempel“ | um 440 v. Chr.           | dorischer Peripteros                        | 16,92 × 39,44 m  | 6 × 13 | besterhaltener griechischer Tempel Siziliens (Grundriss, Farbrekonstruktion)                                                                                |
| Hephaistostempel (Tempel G) | Südwestecke der antiken Stadt    | um 430 v. Chr.           | dorischer Peripteros                        | 17,06 × 35,19 m* | 6 × 13 | |
| Oratorium des Phalaris      | Poggetto San Nicola              | 2. Jh. v. Chr.           | ionischer Prostylos                         | 5,30 × 8,50 m    | 4      | |

## Archäologischer Park „Tal der Tempel“
Der Archäologie- und Landschaftspark „Tal der Tempel“ (Parco Archaeologico e Paesaggistico della Valle dei Templi di Agrigento, kurz Parco Valle dei Templi Agrigento) enthält die bedeutendsten Überreste des alten Akragas, die Reihe der Tempel entlang der südlichen Stadtmauer. Auch das noch vor die griechische Besiedlung zurückreichende Heiligtum der chthonischen Gottheiten ist dort eingeschlossen.

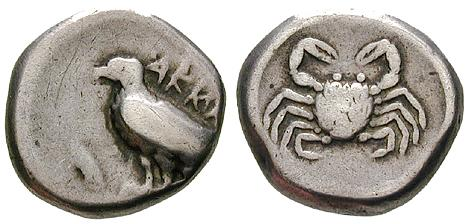
Didrachme, ca. 490–483 v. Chr. mit Adler, Schriftzug „AKRA“ und Flusskrebs

Die Bezeichnung „Tal der Tempel“ (Valle dei Templi) ist dabei irreführend, da sich der Park gegenüber der Umgebung auf einem Hochplateau erstreckt und vor allem dessen südlichen Hügelzug umfasst. Entstanden ist die Bezeichnung aus der Sicht der heutigen Stadt, die sich auf der ehemaligen Akropolis erstreckt und von der aus gesehen die Tempel tatsächlich am Rande eines Tals stehen. Verwendet wird die Bezeichnung teilweise nur für die Reihe der Tempel entlang der südlichen Stadtmauer und teilweise für das gesamte Stadtgebiet des alten Akragas südlich der Akropolis.
Das Logo des Parks zeigt einen Krebs, das Symbol des Flussgottes des Akragas, nach dem die antike griechische Stadt benannt worden ist. Dieses Symbol war in der antiken Münzprägung von Akragas weit verbreitet.
Der Park wird von der Via Passegiata Archeologica, die durch das ehemalige Tor IV verläuft,
in zwei Hälften geteilt. Dort befinden sich auch ein Parkplatz und ein Zugang zu den beiden Hälften des Parks. Im Westteil stehen vor allem die Tempel des olympischen Zeus und der Dioskuren sowie das Heiligtum der chthonischen Gottheiten, im Ostteil die Tempel des Herkules, der Concordia und der Hera.

### Olympieion

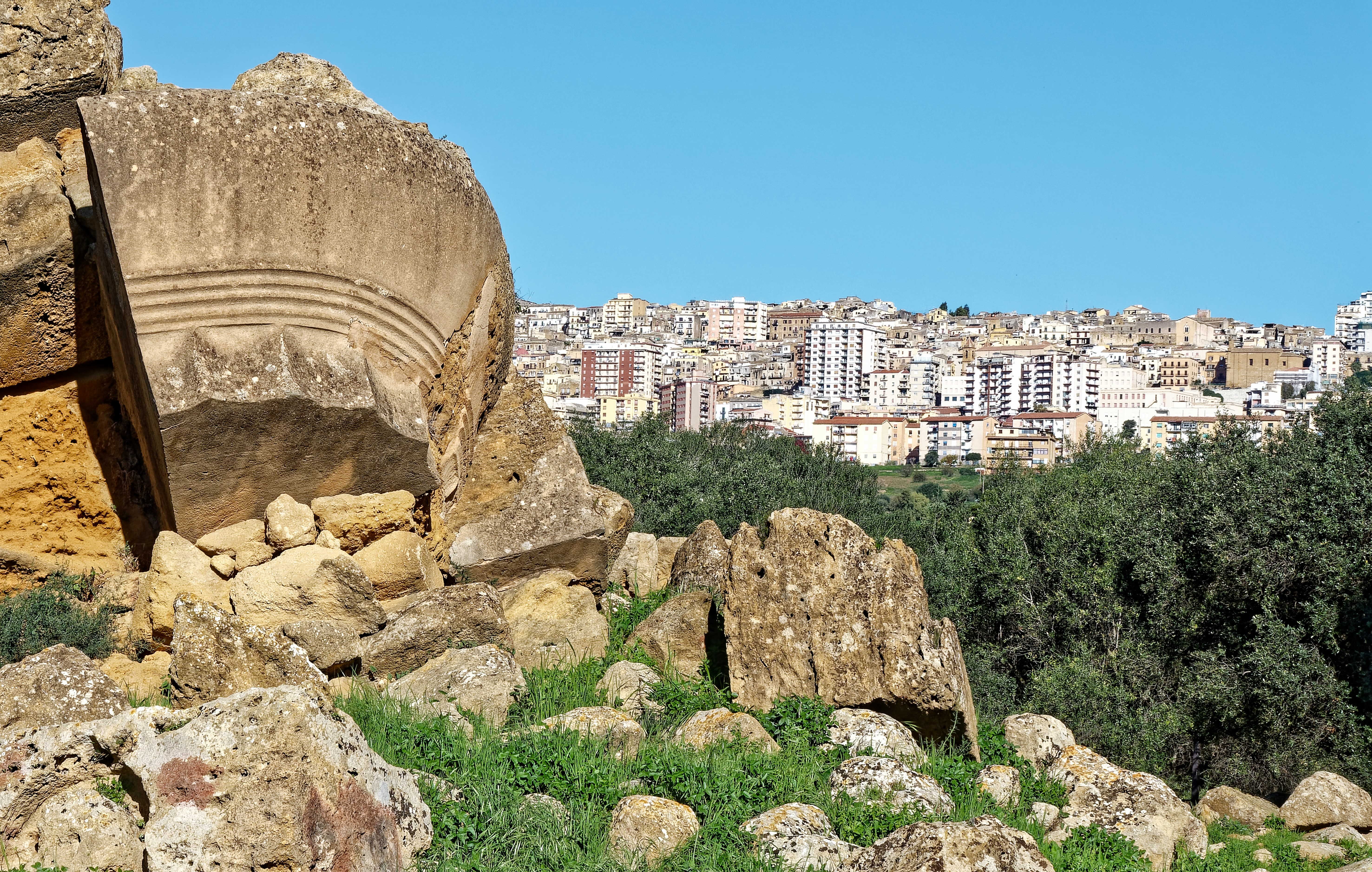
Trümmer des Olympieions Im Hintergrund die moderne Stadt Agrigent

Hinter dem Eingang zu dem westlichen Teil des Parks stößt man direkt auf das riesige Trümmerfeld des Olympieion (auch Tempel des Olympischen Zeus genannt). Der Tyrann Theron ließ diesen Tempel um 480 v. Chr. nach dem Sieg über die Karthager in der Schlacht bei Himera erbauen. Er sollte den Sieg des griechischen Geistes über die Barbaren verherrlichen. Die Widmung des Tempels an Zeus ist durch den Historiker Diodor bezeugt, der eine Beschreibung des Tempels hinterließ. Mit einer Abmessung des Stylobats von 52,74 × 110,10 m war das Olympieion von Akragas der größte Tempel im dorischen Stil und der drittgrößte griechische Tempel der Antike überhaupt. Östlich des Tempels ist noch der mächtige Opferaltar zu erkennen, auf dem die Hekatombe, das gleichzeitige Opfer von 100 Stieren, dargebracht wurde.
Der Unterbau (Krepis) des Tempels bestand aus fünf Stufen. Im Grundriss (siehe Abbildung) zeigt der Tempel Anklänge an das karthagische Bauprinzip des Pfeilersaals. Die Cella bestand aus zwei Reihen von je 12 etwa 21 m hohen Pfeilern, die durch Mauern verbunden waren, die ungefähr bis zur halben Höhe der Pfeiler reichten. Die Ringhalle bestand aus 7 × 14 etwa 17 m hohen Pfeilern, denen Halbsäulen vorgesetzt waren, die an ihrem unteren Ende einen Durchmesser von etwa 4 m hatten. Die Pfeiler waren durch eine durchgehende Mauer verbunden, weshalb man hier von einem Pseudoperipteros spricht. Die Ringhalle des Tempels war überdacht, während man bei der Cella davon ausgeht, dass sie nach oben hin offen war. Da die Mitte der Tempelfassade durch einen Pfeiler verstellt war, erfolgt der Zugang über zwei kleine Portale an den Eckjochen der Ostfassade, so dass man zunächst in die Seitenschiffe gelangte. Ein weiterer kleiner Eingang wird im mittleren Joch der Südseite vermutet.

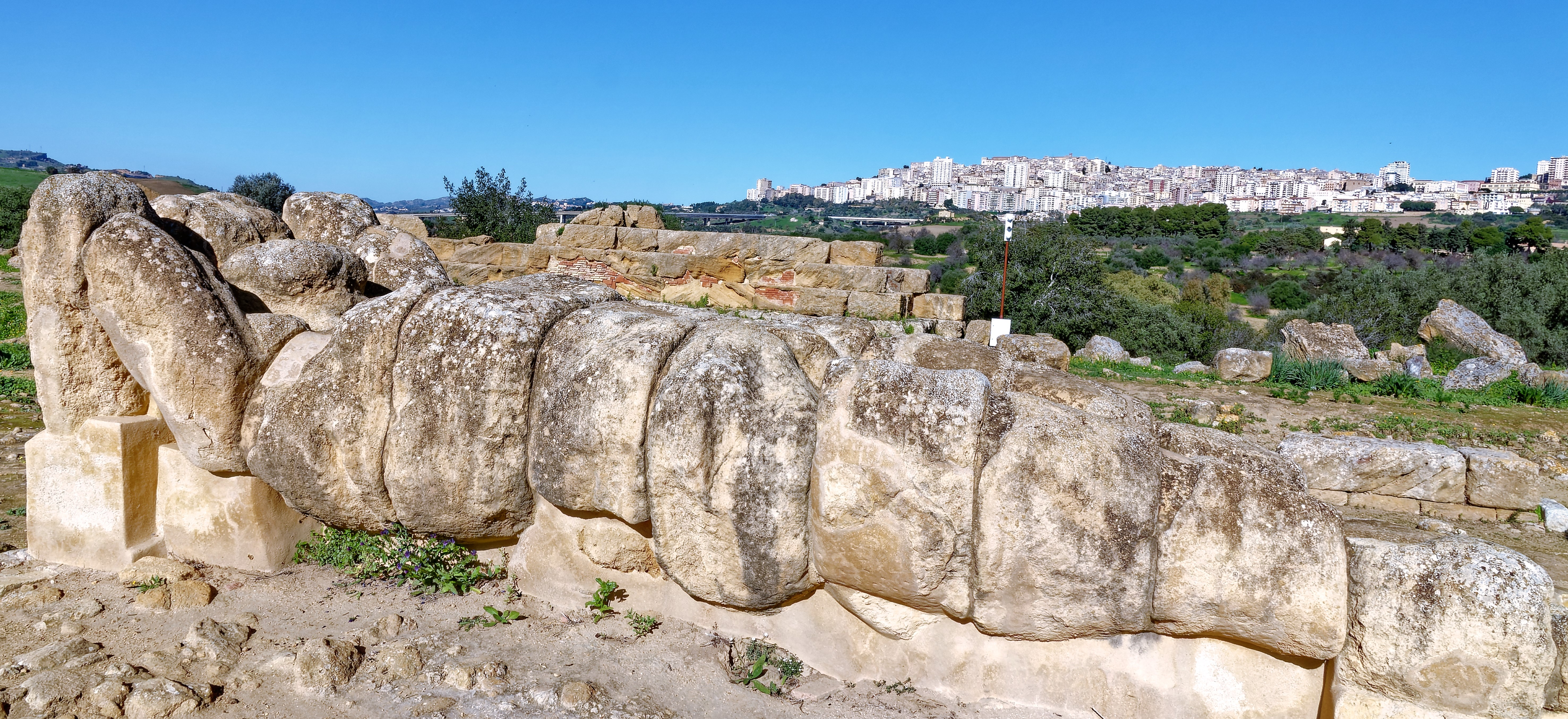
Nachbildung eines Telamon

Eine weitere Besonderheit dieses Tempels waren fast 8 m hohe Figuren von Giganten, die sogenannten Telamone, die im oberen Bereich der Wände aufgestellt waren und die Last des Gebälks trugen (siehe Abbildung). Die Telamone hatten karthagische Züge und symbolisierten die unterlegenen Barbaren, die für die überlegenen Griechen Sklavenarbeit verrichten mussten. Darauf spielte auch die Darstellung des Kampfs der olympischen Götter gegen die Giganten im Giebelfeld des Ostgiebels an. Der Maler und Archäologe Rafaello Politi ließ 1825 einen dieser Telamone auf dem Boden wieder zusammensetzen. Das heute dort liegende Exemplar ist eine Nachbildung, das Original befindet sich im Archäologischen Museum von Agrigent.
Bei der Eroberung von Akragas durch die Karthager 406 v. Chr. wurde der Tempel, der noch nicht fertiggestellt war, zerstört. Deswegen und weil der Tempel aus relativ kleinen Quadern erbaut war, die gut weiter zu verwerten waren, sind von dem einst monumentalen Olympieion nur noch die Grundmauern und einige Säulen- und Kapitellreste übrig geblieben.

### Dioskurentempel

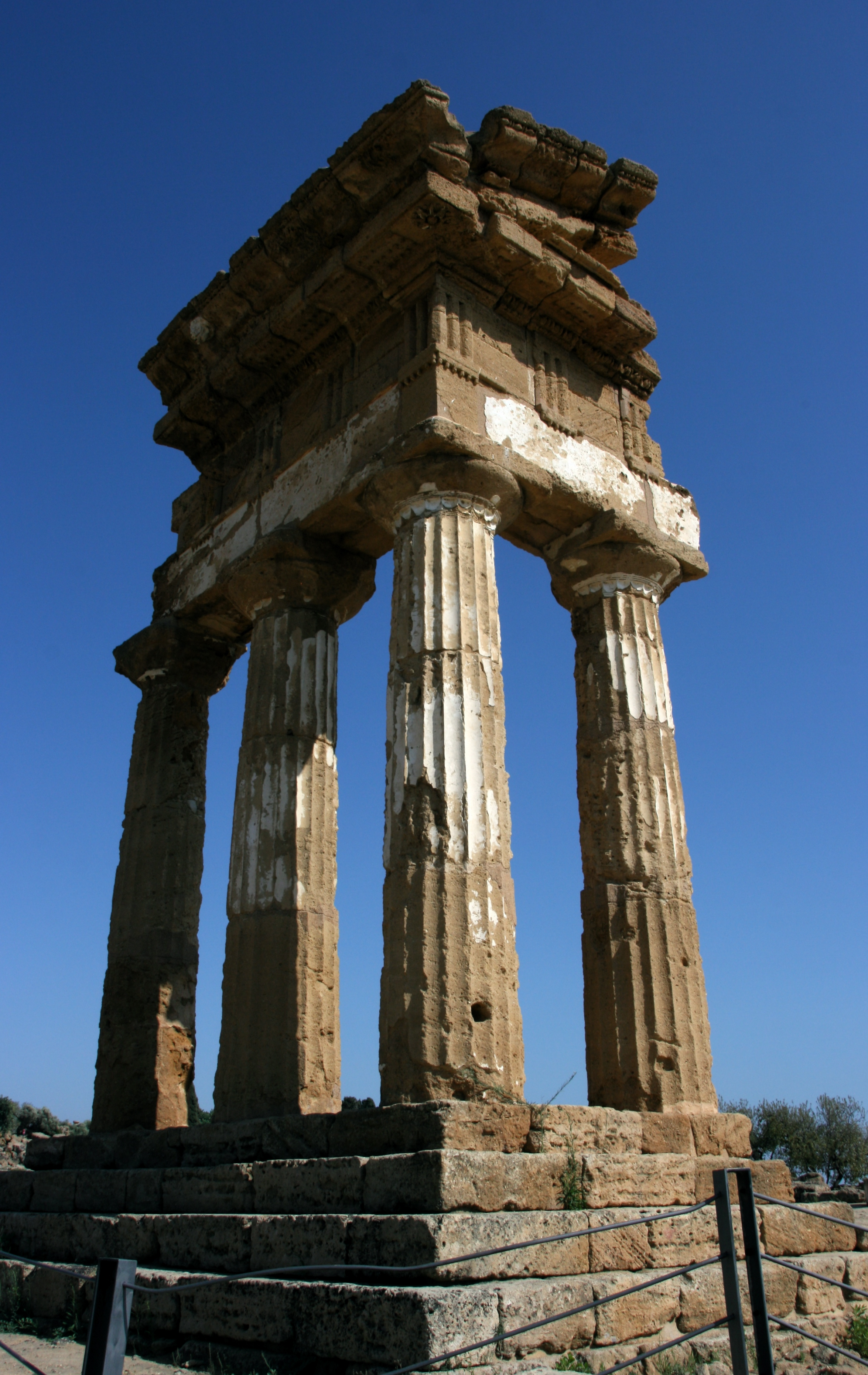
Aufgerichtete Ecke des Dioskurentempels (Foto 2008)

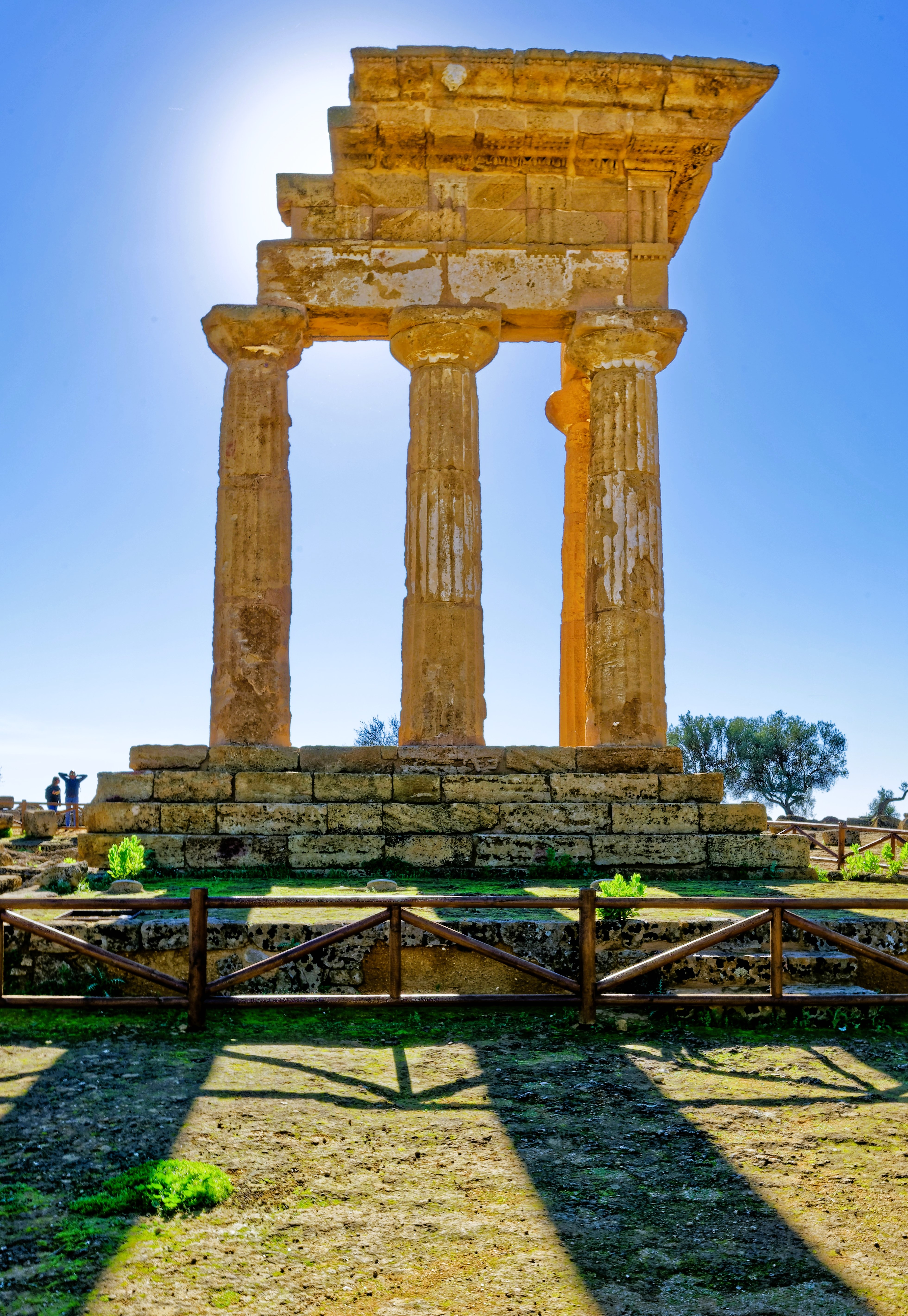
Dioskurentempel mit farbigem Schutzanstrich (Foto 2022)

Westlich des Olympieions erstreckt sich bis zum ehemaligen Tor V ein Stadtgebiet mit Resten von Wohnhäusern. Nördlich des Olympieions führt eine Prozessionsstraße an diesem Wohngebiet entlang und stößt am Tor V auf den Dioskurentempel. Der Name wurde willkürlich vergeben. Aus antiken Quellen ist zwar bekannt, dass in Akragas die Dioskuren, also die Zwillingsbrüder Kastor und Pollux, verehrt wurden. Nach neueren Erkenntnissen war ihnen jedoch wahrscheinlich der heute „Concordiatempel“ genannte Tempel geweiht.
Der Dioskurentempel war ein um die Mitte des 5. Jahrhunderts v. Chr. im dorischen Stil erbauter Peripteros mit einem Grundriss ähnlich dem Concordiatempel. Im 19. Jahrhundert wurde die Nordwestecke von dem Bildhauer Valerio Villareale und dem Architekten Saverio Cavallari wieder aufgerichtet. Diese Rekonstruktion sieht zwar sehr malerisch aus und hat sich zu einem Wahrzeichen und einem der am meisten fotografierten Objekte von Agrigent entwickelt, wird aber in der Fachwelt abgelehnt, da dabei Bauteile aus unterschiedlichen Stilepochen miteinander vermischt wurden. Auf dem Gelände des Tempels sind die zahlreichen kannelierten Säulentrommeln verteilt, die ursprünglich die Säulen der Ringhalle bildeten. Östlich des Tempels ist noch der Altar zu erkennen.

### Heiligtum der chthonischen Gottheiten

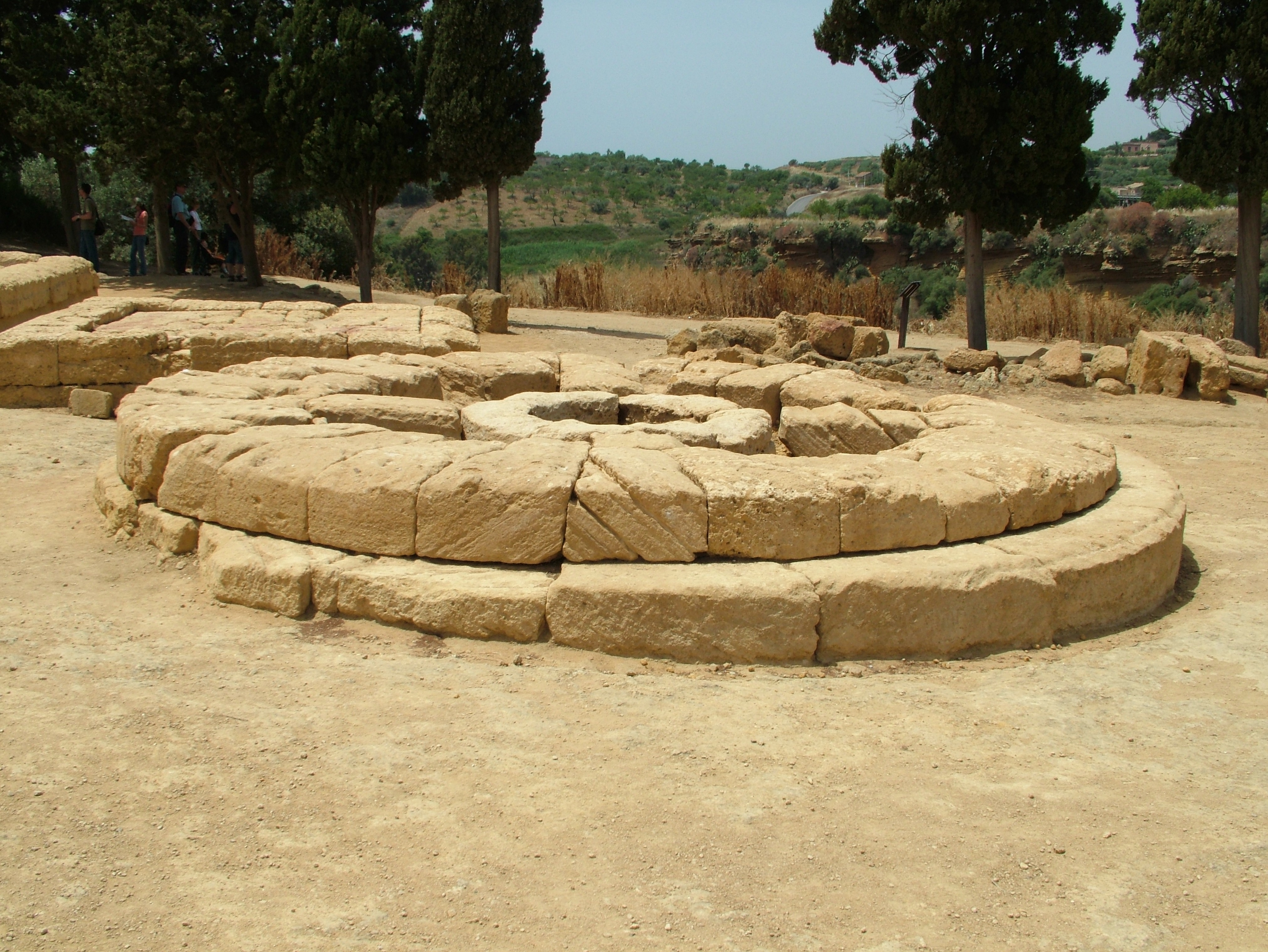
Altäre im Heiligtum der chthonischen Gottheiten

Der Dioskurentempel steht auf einem Temenos, der die älteste bekannte Kultstätte Agrigents darstellt. Hier verehrten die Griechen schon vor dem Bau der großen Tempel ihre Götter, und vermutlich war dieser Platz bereits von den Sikanen als Kultstätte verwendet worden.
Auf diesem Temenos befinden sich südlich des Dioskurentempels Reste eines weiteren Peripteros (Tempel L), der kurz nach diesem errichtet wurde und einen ähnlichen Grundriss aufweist, aber etwas größer ist. Diese beiden Tempel wurden vermutlich über Resten älterer Kultstätten errichtet.

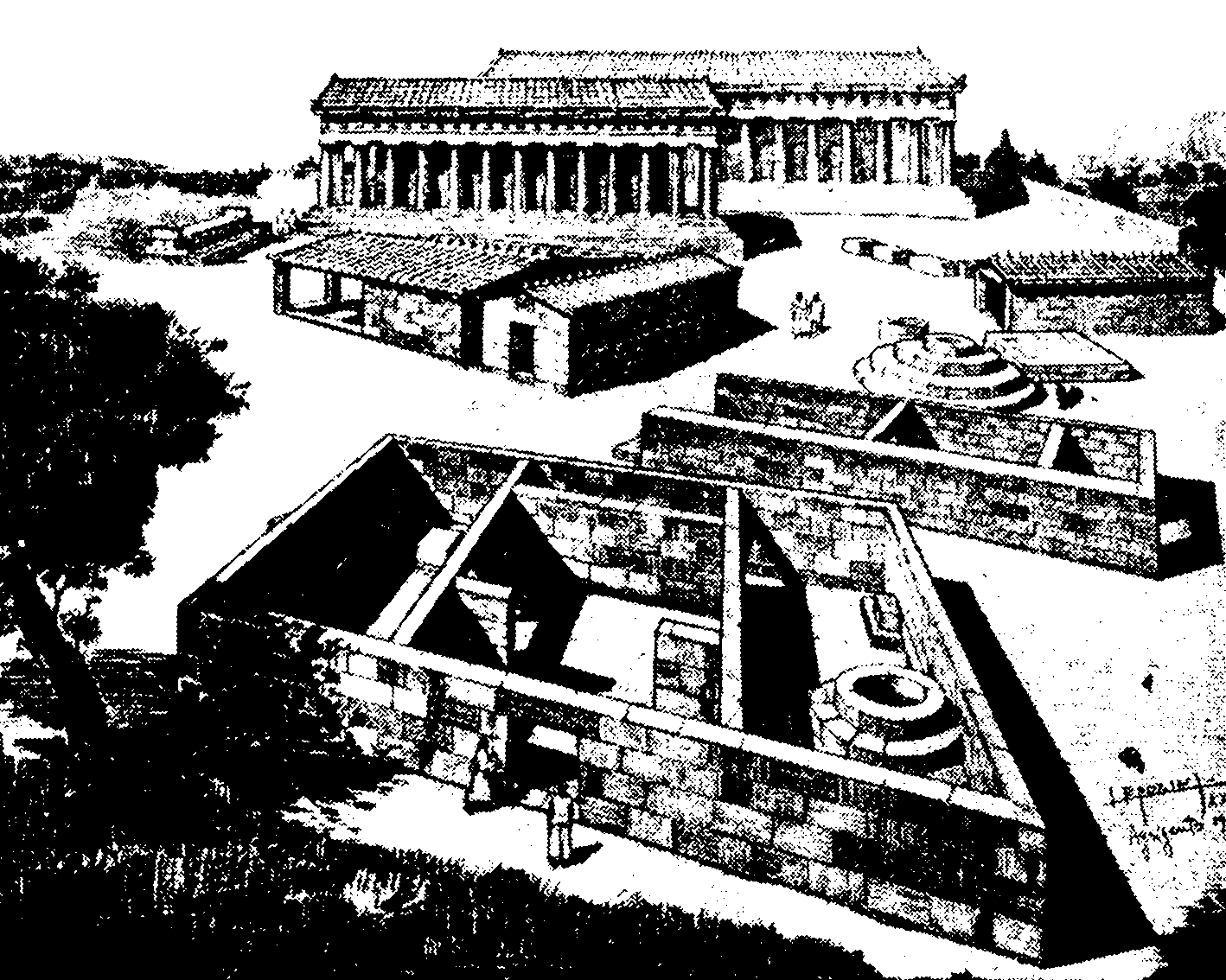
Rekonstruktion des Heiligtums der chthonischen Gottheiten von Pirro Marconi

Im Nordteil des Heiligtums befinden sich noch Grundmauern solcher Kultstätten, die aus der ersten Hälfte des 6. Jahrhunderts v. Chr. stammen, also bald nach der Gründung der Stadt errichtet wurden. Die Griechen verehrten hier die erdverbundenen (chthonischen) Götter, vor allem die Erdmutter und Fruchtbarkeitsgöttin Demeter und ihre Tochter Persephone, aber auch Hekate und Hades. Daher wird dieser Bezirk als Heiligtum der chthonischen Gottheiten bezeichnet.
In der Mitte dieser Kultstätten befinden sich ein runder und ein viereckiger Altar. Der Rundaltar hat eine Vertiefung in der Mitte, die vermutlich zum Darbringen flüssiger Opfergaben oder zum Auffangen des Blutes der Opfertiere diente. Um diese Altäre herum sind Gebäude in Form eines Megarons mit Pronaos, Naos und Adyton angeordnet, zwei in Ost-West-Richtung und eines in Nord-Süd-Richtung. An das letztere schließt sich ein Kultbau mit quergestellter Cella an, der eine Vorhalle aufweist, deren Front von vier Pfeilern gebildet wird. Im Norden steht ein weiterer labyrinthähnlicher Kultbau mit einem quadratischen Altar in einem Seitenraum und einem Rundaltar in seinem als letztem zugänglichen Raum.

### Gärten von Kolymbéthra
Nordwestlich des Heiligtums der chthonischen Gottheiten durchschneidet eine Talsenke, die den natürlichen Wasserablauf für das Hochplateau der antiken Stadt bildete, den südlichen Hügelzug. Es wird vermutet, dass sich hier auch das als Kolymbéthra bezeichnete große Wasserbecken befand, das der Wasserversorgung der Stadt diente. Es wurde vermutlich unter Theron errichtet.
Nach der Verlandung des Beckens entstanden fruchtbare Obst- und Gemüsegärten, die Gärten von Kolymbéthra. Heute findet man hier Zitronen- und Orangenbäume, Feigenkakteen sowie Mandelbäume und Ölbäume, die teilweise mehrere Jahrhunderte alt sind. Die unterirdischen Wasserkanäle und Aquädukte, die in der Antike die Stadt mit Wasser versorgten, sind heute noch zu sehen und dienen jetzt zur Bewässerung der Gärten.

### Heraklestempel

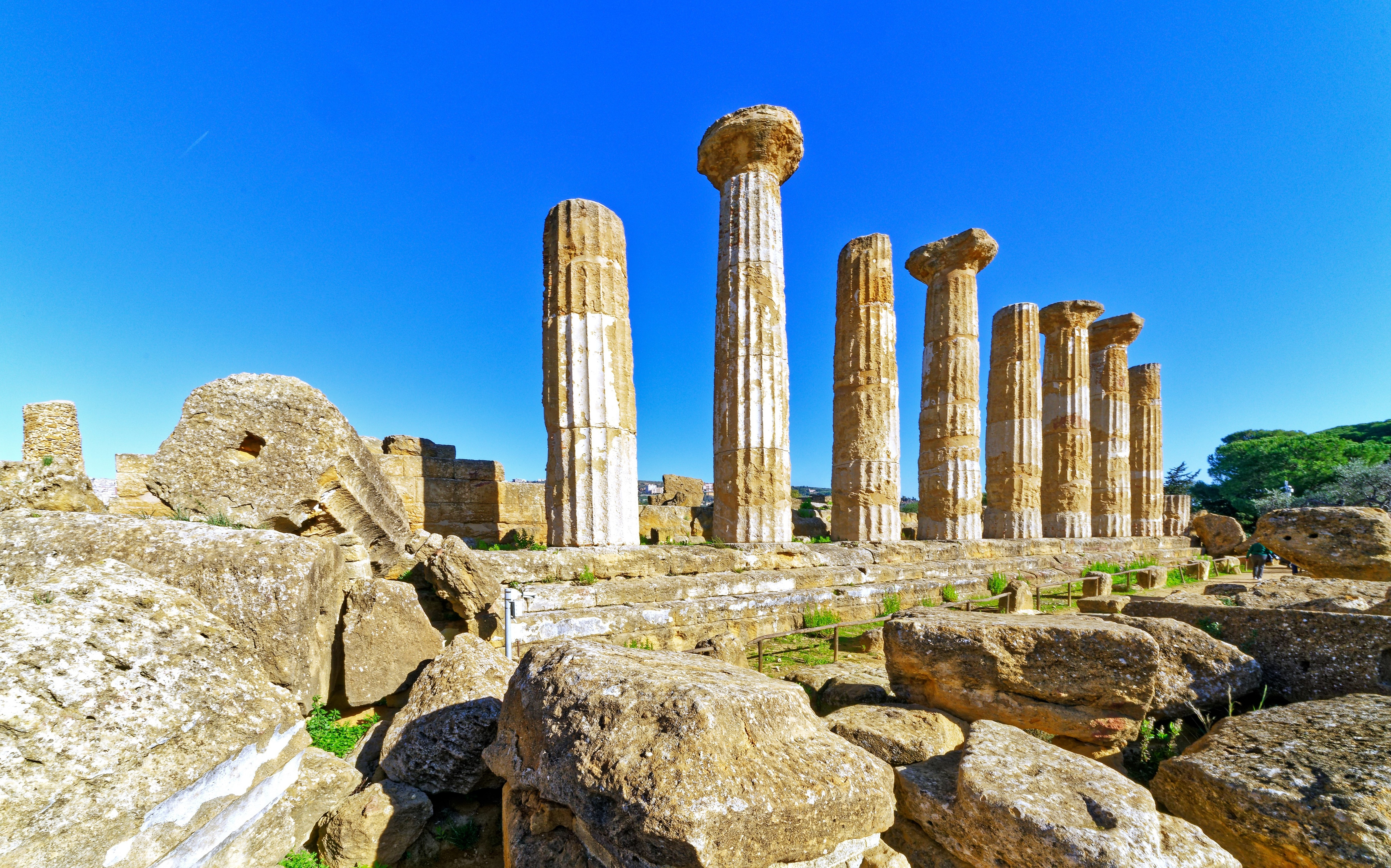
Heraklestempel

Kehrt man zurück zum Eingang und begibt man sich über die Straße in den östlichen Teil des Parks, sieht man zuerst die Reste des Heraklestempels, der sich direkt neben dem Tor IV (Porta Aurea) befand. Die Widmung dieses Tempels an Herakles ist durch Marcus Tullius Cicero bezeugt, der 75 v. Chr. Quaestor auf Sizilien war. In einer seiner Anklagereden gegen Gaius Verres berichtet er von einer riesigen Bronzestatue des Herakles im Inneren eines Tempels nahe der Agora (gemeint ist die niedere Agora, die nördlich des Tors IV gelegen war). Die Statue war an den Lippen und am Kinn von den Berührungen der Pilger abgenutzt, und Verres soll ihren Raub geplant haben.
Der Heraklestempel ist der älteste Tempel an der südlichen Stadtmauer und stammt noch aus der archaischen Zeit zu Beginn des 5. Jahrhunderts v. Chr. Er ruht auf einem dreistufigen Unterbau. Sein Grundriss (siehe Abbildung) zeigt die sonst in Sizilien übliche, für die Tempel in Agrigent aber ungewöhnliche Streckung der Ringhalle in die Länge mit 6 × 15 Säulen. Die Vor- und Rückhalle (der Raum zwischen Pronaos bzw. Opisthodom und der vorderen bzw. hinteren Säulenreihe) hat dadurch eine Tiefe von 2 Säulenjochen. Dem Heraklestempel fehlt aber bereits das sonst in Sizilien übliche Adyton.
Trümmer des Tempels sind über das ganze Areal verstreut, darunter beispielsweise einige Kapitelle, die noch mit Stuck verkleidet sind, wie er einst den ganzen Tempel überzog. Die acht Säulen auf der Südseite wurden 1924 wieder aufgerichtet, der Säulenstummel auf der Nordseite bereits im 19. Jahrhundert.
In der Nähe des Tempels finden sich auch Schleifspuren.

### Concordiatempel

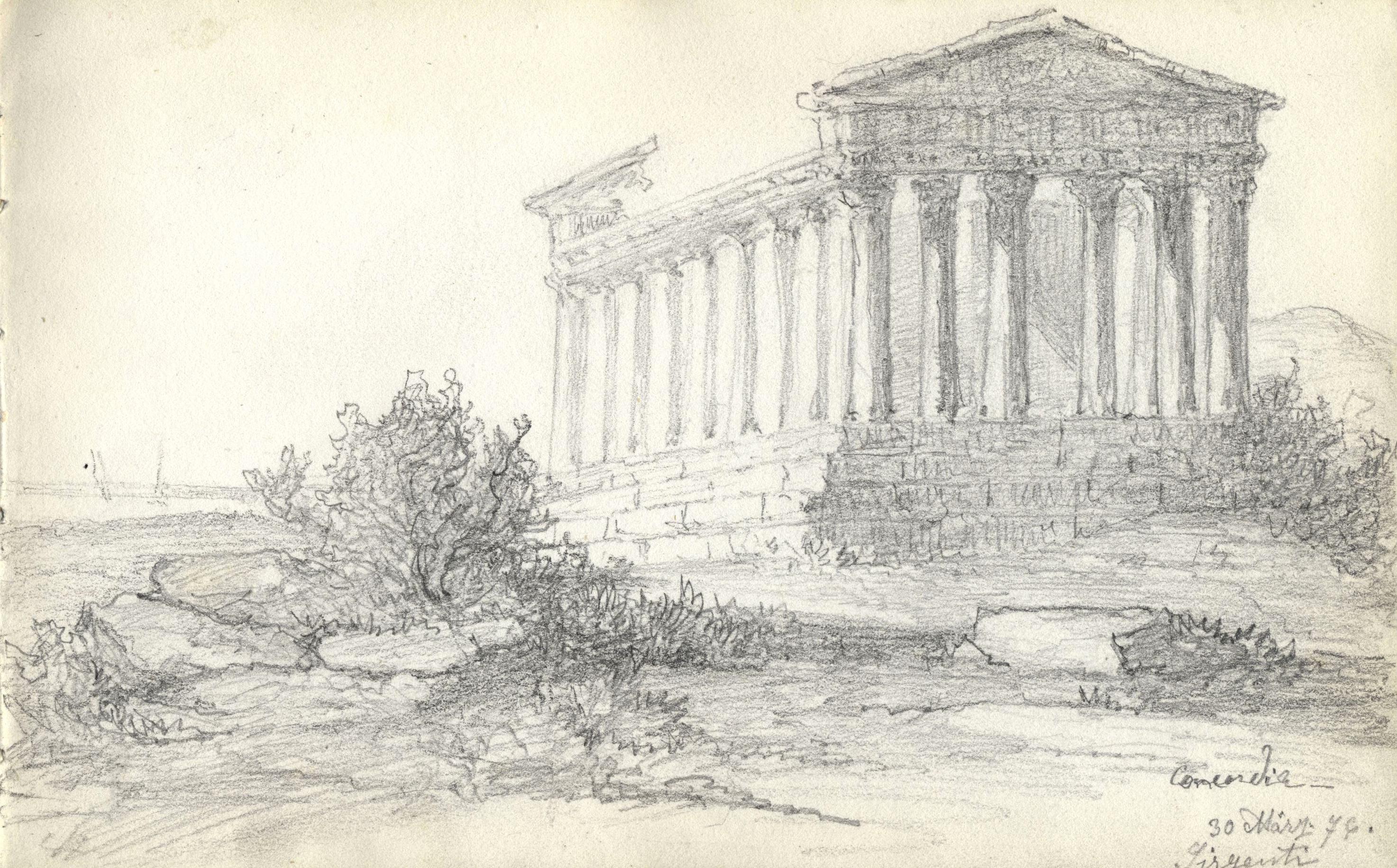
Anna Susanna Fries. Skizze 1876. Concordiatempel

Der sogenannte Concordiatempel zählt neben dem Theseion in Athen und dem Poseidontempel in Paestum zu den besterhaltenen Tempeln der griechischen Antike. Seine Benennung erfolgte willkürlich nach einer in der Nähe gefundenen römischen Inschrift, auf der von der Eintracht (lat. concordia) unter den Bewohnern von Agrigentum die Rede ist. Welcher griechischen Gottheit das Heiligtum geweiht war, ist unbekannt.
Der Tempel wurde etwa 440 bis 430 v. Chr. errichtet. Da er auf einem sehr unebenen Terrain steht, ist er auf einem Sockel errichtet, der die Unebenheiten des Fels ausgleicht. Sein Grundriss (siehe Abbildung) entspricht der für Agrigent typischen Form der klassischen Zeit, wie sie oben beschrieben wurde, mit Pronaos, Naos, Opisthodom und einer Säulenhalle von 6 × 13 Säulen.

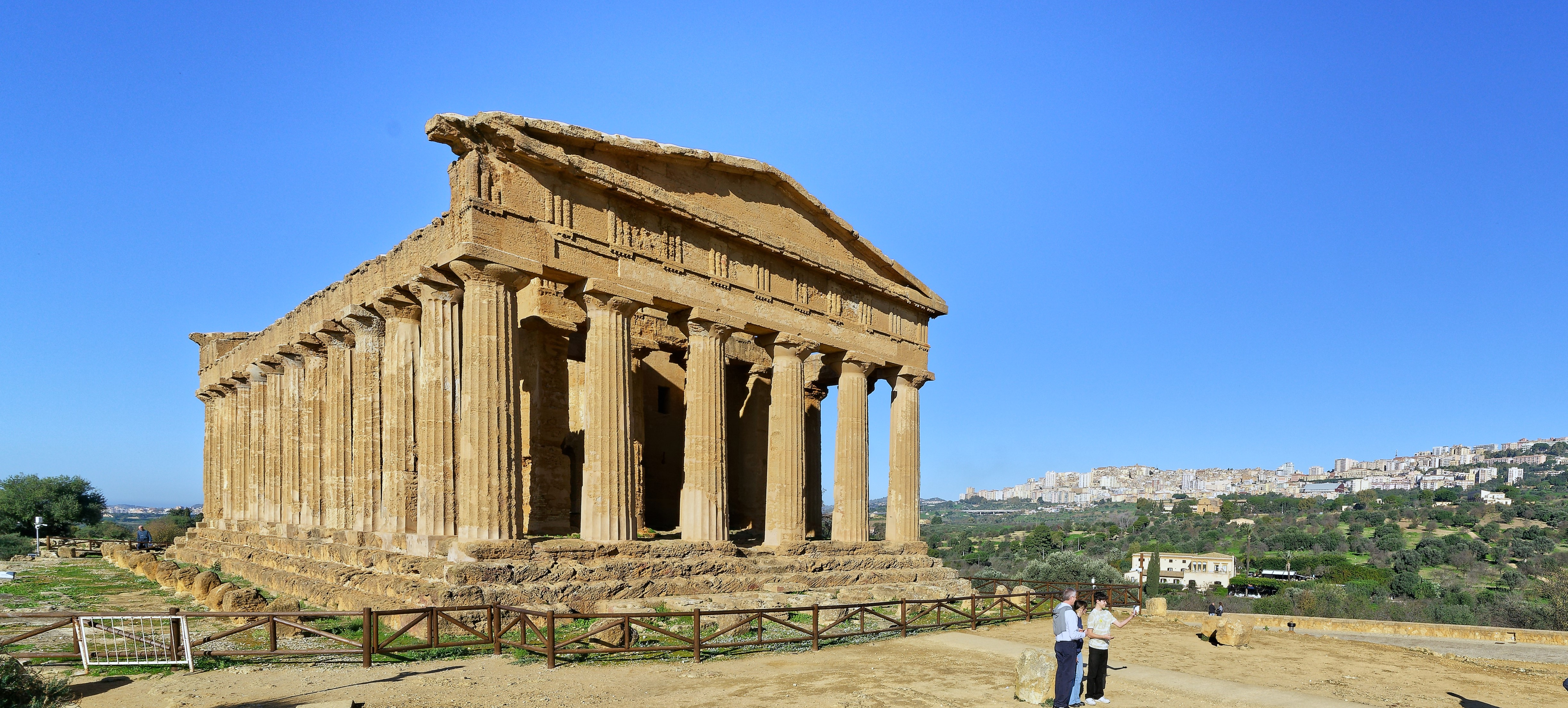
Concordiatempel 2022

Der Concordiatempel ist der am genauesten ausgeführte Tempel von Akragas, die Schwankung der Jochbreiten beträgt lediglich 5 mm. Der dorische Eckkonflikt ist auf ungewöhnliche Weise gelöst: alle vier Ecken zeigen eine doppelte Eckkontraktion, d. h. die äußeren beiden Säulenjoche sind abgestuft enger gemacht, und durch eine ebenfalls abgestufte Verbreiterung der Metopen am Rand wird eine harmonische Wirkung erzielt. Nach dem derzeitigen Stand der Forschung war der untere Teil des Tempels mit weißem Stuck bekleidet, Fries und Giebelfeld jedoch mit kräftigen Farben bemalt. Die Dachziegel waren aus Marmor.
Bischof Gregorius von Agrigentum ließ den Tempel im Jahre 597 in eine christliche Basilika umwandeln und den Aposteln Petrus und Paulus weihen. Dabei wurden die Cellawände auf jeder Seite mit 6 Bogen durchbrochen und die Zwischenräume zwischen den Säulen zugemauert, wie es heute noch an der Kathedrale von Syrakus zu beobachten ist. Der Eingang wurde an die Westseite verlegt, wofür die Trennwand zwischen Naos und Opisthodom entfernt wurde. Die Sakristei wurde im ehemaligen Pronaos untergebracht. Im Tempelinneren fand man Standbilder von zwei punischen Götterbildern, die entfernt wurden. Es wird daher vermutet, dass bereits in griechischer Zeit zwei Götter hier verehrt worden waren und dass dies der Tempel ist, der ursprünglich den Dioskuren geweiht war.
Die Kirche wurde auch nach der Aufgabe der Stadt bis ins 17. Jahrhundert weiter benutzt. 1748 wurde sie profaniert und anschließend weitgehend wieder in ihren ursprünglichen Zustand zurückverwandelt.

### Frühchristliche Nekropole

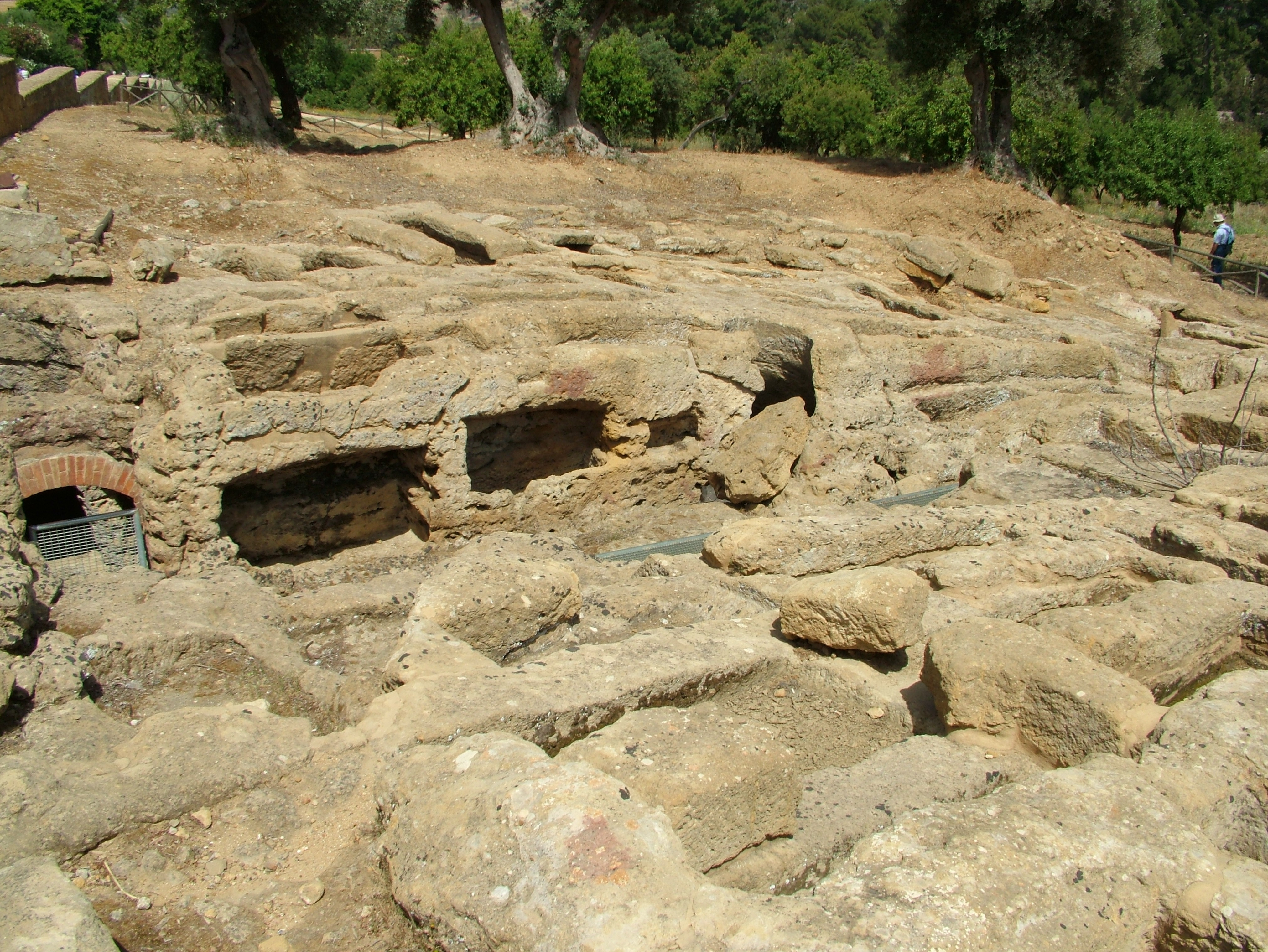
Frühchristliche Nekropole

Um den Concordiatempel herum befindet sich eine frühchristliche Nekropole. Die frühesten Gräber befinden sich zwischen dem Concordiatempel und dem Heraklestempel und stammen aus der Zeit zwischen dem 3. und dem 5. Jahrhundert n. Chr., die jüngsten Gräber stammen aus dem 9. Jahrhundert n. Chr.
Die Gräber sind in den Kalkstein des Hügelzugs gegraben und verbreitern sich nach unten. Es gibt auch kürzere Gräber für Tote, die in einer Embryostellung beigesetzt wurden.
Ein Gang, der die Nekropole in zwei Sektoren teilt, führt in eine Katakombe aus dem 4. bis 5. Jahrhundert mit dem Namen Fragapanegrotte. In die Wände dieser Katakombe sind bogenförmige Grabnischen eingeschnitten, die Arkosole genannt werden. Die Katakombe ist jedoch nicht öffentlich zugänglich.

### Stadtmauer

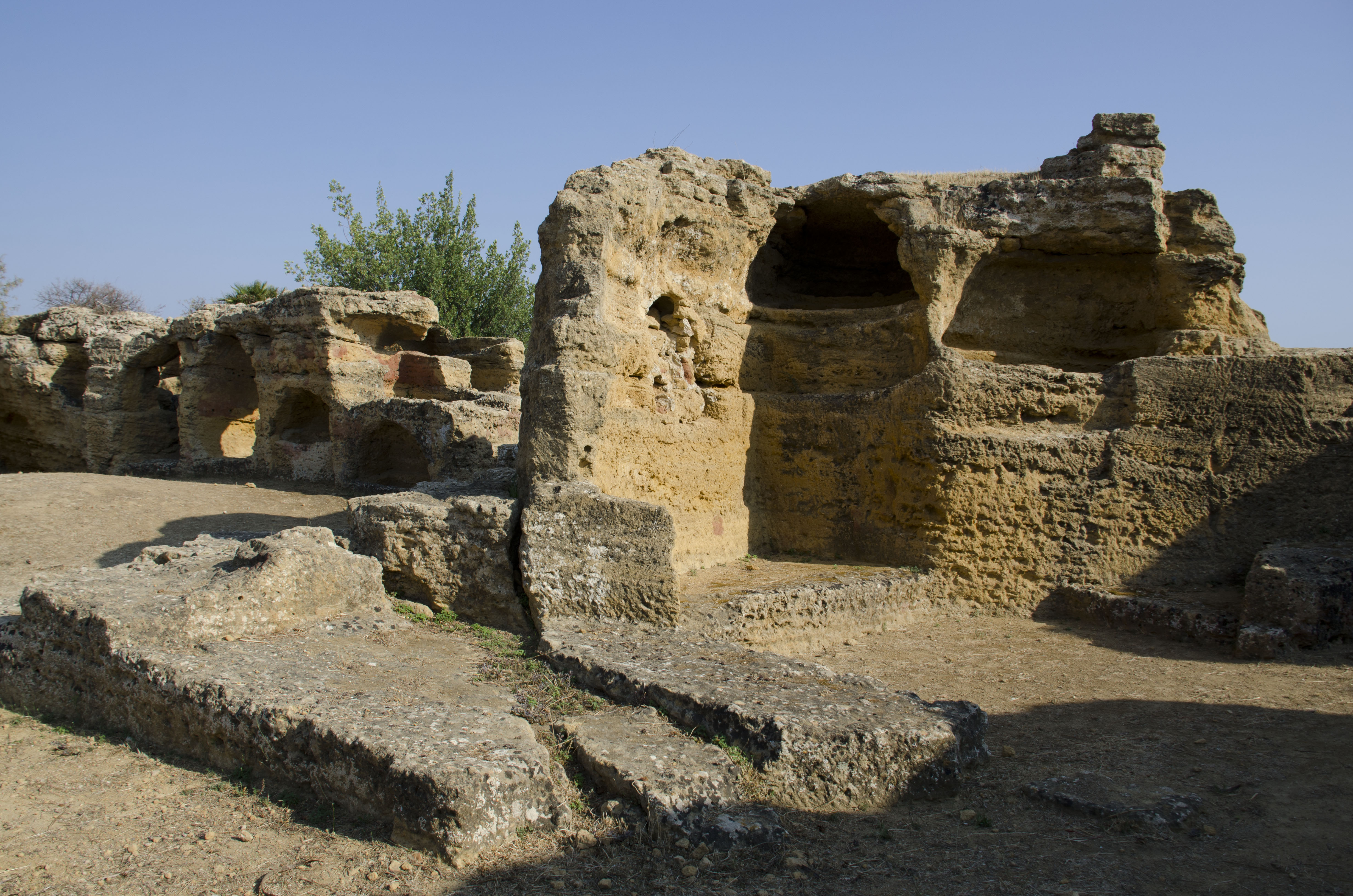
Stadtmauer mit Arkosolgräbern

In der Nähe des Concordiatempel befinden sich noch besonders eindrucksvolle Reste der alten Stadtmauer. Sie war hier auf der Südseite der Stadt teilweise nicht aus Steinblöcken errichtet, sondern aus dem Felsrücken herausgeschlagen worden, indem beide Seiten senkrecht abgetragen wurden. Am Fuß haben diese Mauerreste eine Dicke von etwas mehr als 1 m. In die Innenseite der Mauer sind Arkosolgräber eingeschnitten, die aus der oströmischen Zeit stammen.

### Heratempel

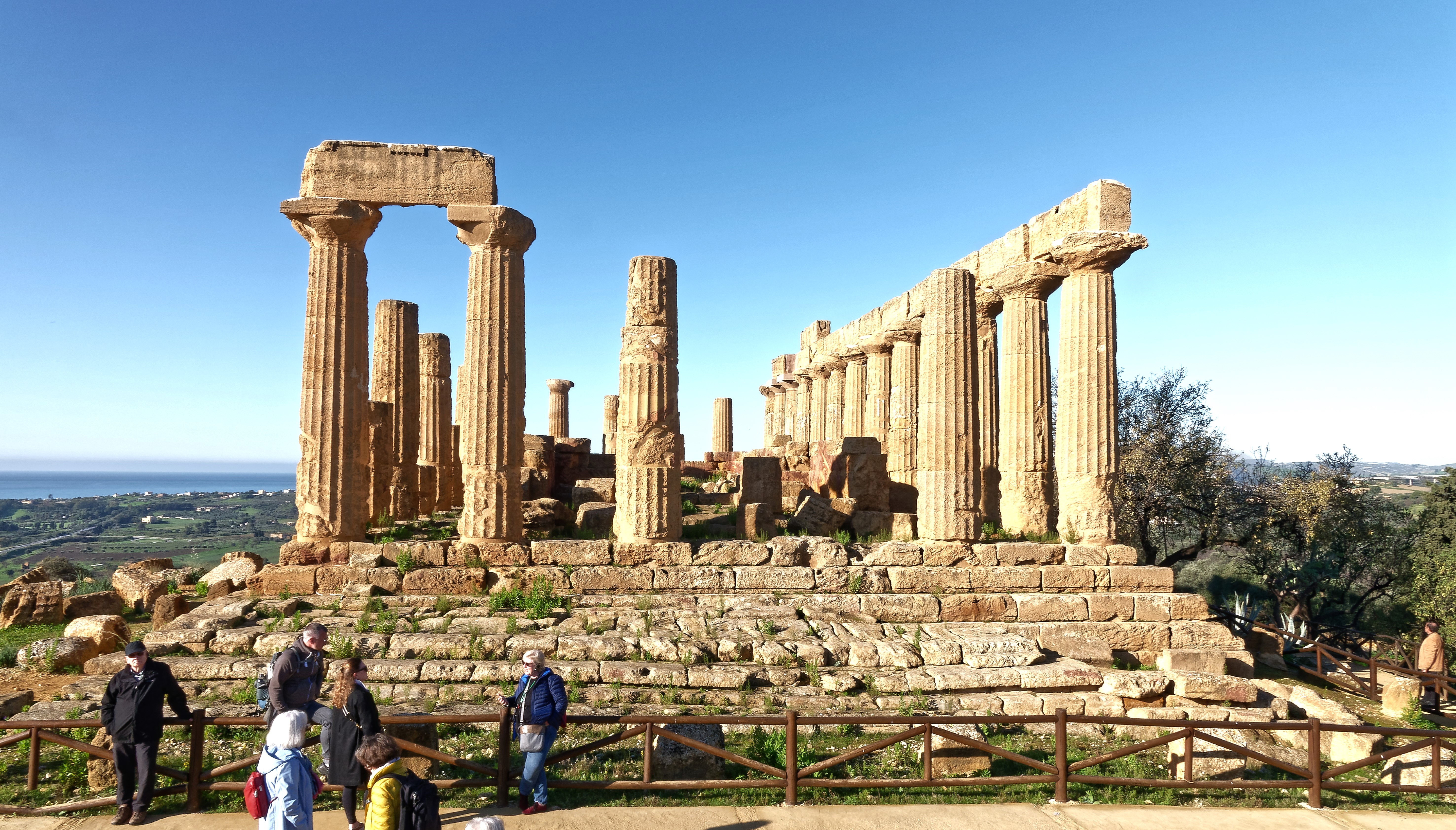
Heratempel (Foto 2022)

Der letzte Tempel der Reihe ist der Heratempel an der Südostecke des Hochplateaus, auch Tempel der Hera Lakinia (oder Iuno Lacinia) genannt. Es ist jedoch unbekannt, welcher Gottheit der Tempel tatsächlich gewidmet war. Seine Zuordnung zu Hera beruht auf einer Verwechslung mit dem Heratempel auf dem Capo Lacinio in der Nähe der kalabrischen Stadt Crotone.
Der Heratempel wurde etwa 460 bis 450 v. Chr. als dorischer Peripteros mit 6 × 13 Säulen errichtet. Er erhebt sich auf einem vierstufigen Unterbau (Krepis), der wie beim Concordiatempel zum Ausgleich des Geländes auf einem Sockel errichtet ist. Sein Grundriss (siehe Abbildung) entspricht in etwa dem des Concordiatempels. Der dorische Eckkonflikt wurde jedoch auf andere Weise gelöst: Nord-, West- und Südseite weisen eine einfache Eckkontraktion auf, d. h. nur jeweils das äußerste Säulenjoch wurde verengt, an der Frontseite (Ostseite) wurde dagegen keine Eckkontraktion durchgeführt, sondern das Mitteljoch verbreitert.
Der Tempel wurde ca. 406 v. Chr. von den Karthagern niedergebrannt. Im ersten Jahrhundert v. Chr. wurde er von den Römern wieder instand gesetzt. Dabei wurden anstelle der ursprünglichen Marmorziegel Tonziegel zum Decken des Baus verwendet.

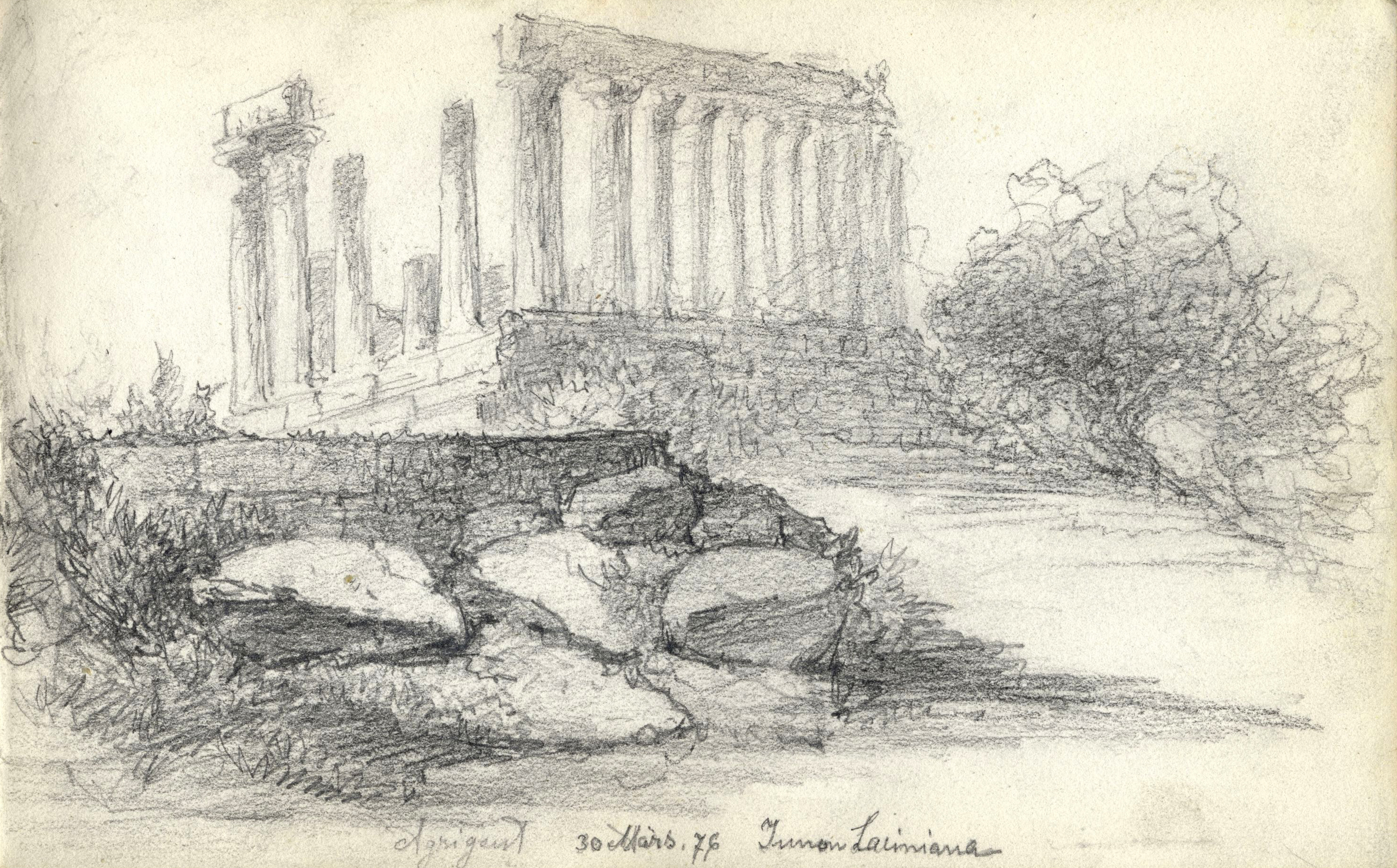
Anna Susanna Fries. Skizze 1876. Heratempel

Bereits im 18. Jahrhundert begann die Wiederaufrichtung der Säulen. Heute stehen 25 von den ehemals 34 Säulen der Ringhalle. Die Säulen der nördlichen Längsseite tragen alle ihre Kapitelle und einen Architrav. Von der Cella sind die Grundmauern und die Säulenstümpfe zwischen den Antenwänden von Pronaos und Opisthodom erhalten.
Vor der Ostseite des Tempels befindet sich der Altar, der mit 29,3 × 10 m fast so groß ist wie die Cella (aber quer zu dieser steht). Nahe der Rückseite (Westseite) des Tempels wurde eine Zisterne gefunden.

## Poggetto San Nicola

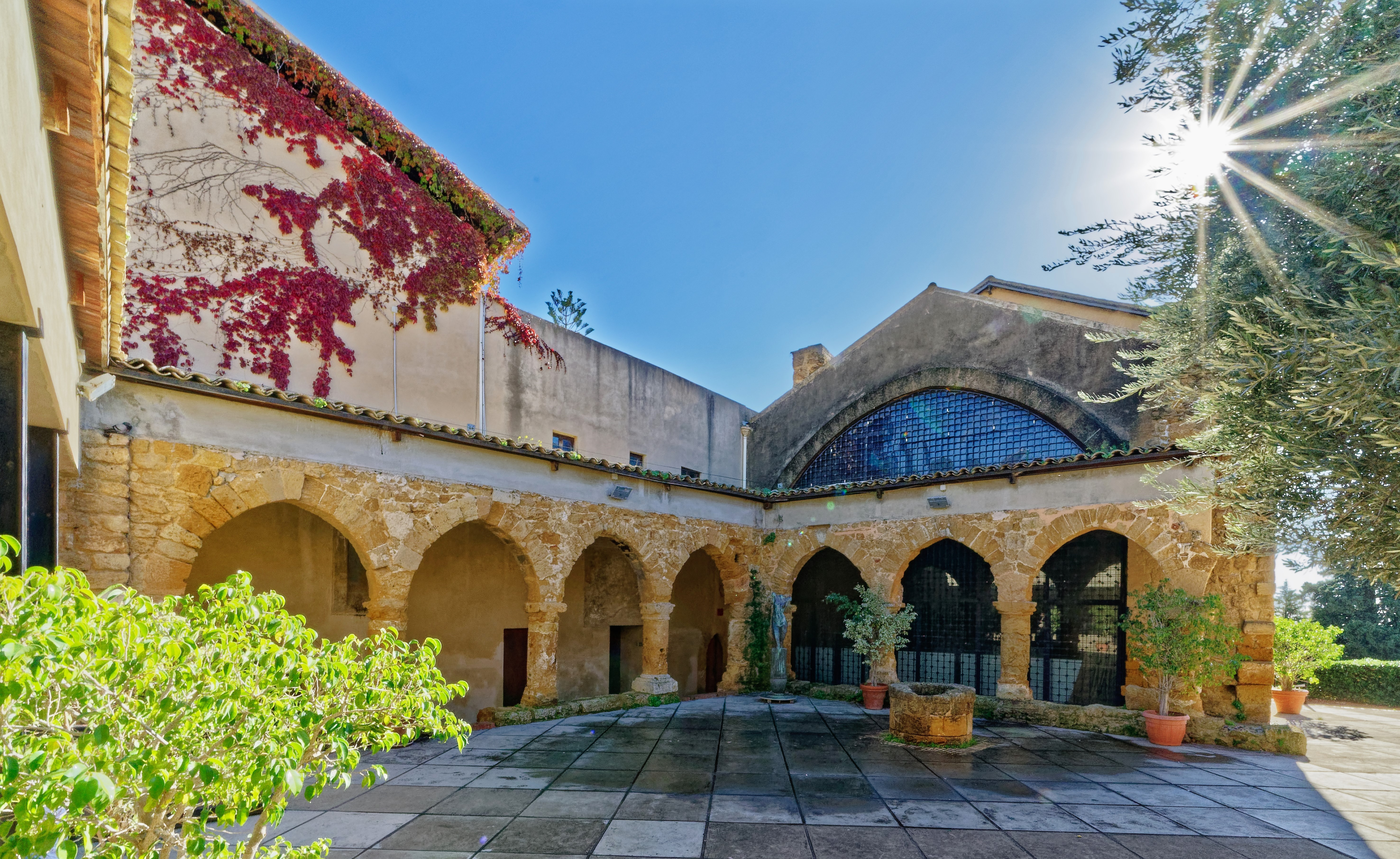
Innenhof des Archäologischen Museums

Etwa in der Mitte des antiken Stadtgebiets erhebt sich ein kleiner Hügel, der Poggetto San Nicola (Anhöhe von San Nicola) genannt wird. Auf ihm stehen das Archäologische Museum und die Kirche San Nicola. Hier befand sich in der hellenistisch-römischen Zeit das Verwaltungszentrum der antiken Stadt, von dem mehrere öffentliche Bauten wie z. B. das Ekklesiasterion und das Buleuterion ausgegraben sind. Hier wird auch die sogenannte „hohe“ Agora vermutet, während die sogenannte „niedere“ Agora am Fuß des südlichen Hügelzugs nördlich des Herkulestempels lag.
Das Archäologische Museum entstand im Jahre 1967. Es wurde teilweise auf den Mauerresten eines Klosters der Zisterzienser aus dem 13. Jahrhundert errichtet. Es zeigt überwiegend Funde aus Agrigent und seiner Umgebung von der Vor- und Frühgeschichte bis zu der Römerzeit. Im Eingangsraum zeigt ein Modell die Topografie des antiken Akragas. Ausgestellt sind unter anderem: zahlreiche rot- und schwarzfigurige griechische Vasen, Löwenköpfe von den verschiedenen Tempeln, die dort als Wasserspeier an der Traufsima angebracht waren, Votivgaben aus den Heiligtümern, Mosaiken von den Fußböden ausgegrabener Häuser. Die bekanntesten Ausstellungsgegenstände sind: ein Telamon vom Olympieion, eine Marmorfigur eines Epheben und ein römischer Kindersarg mit Marmorreliefs, die die trauernden Eltern und Szenen aus dem Leben des Kindes zeigen.

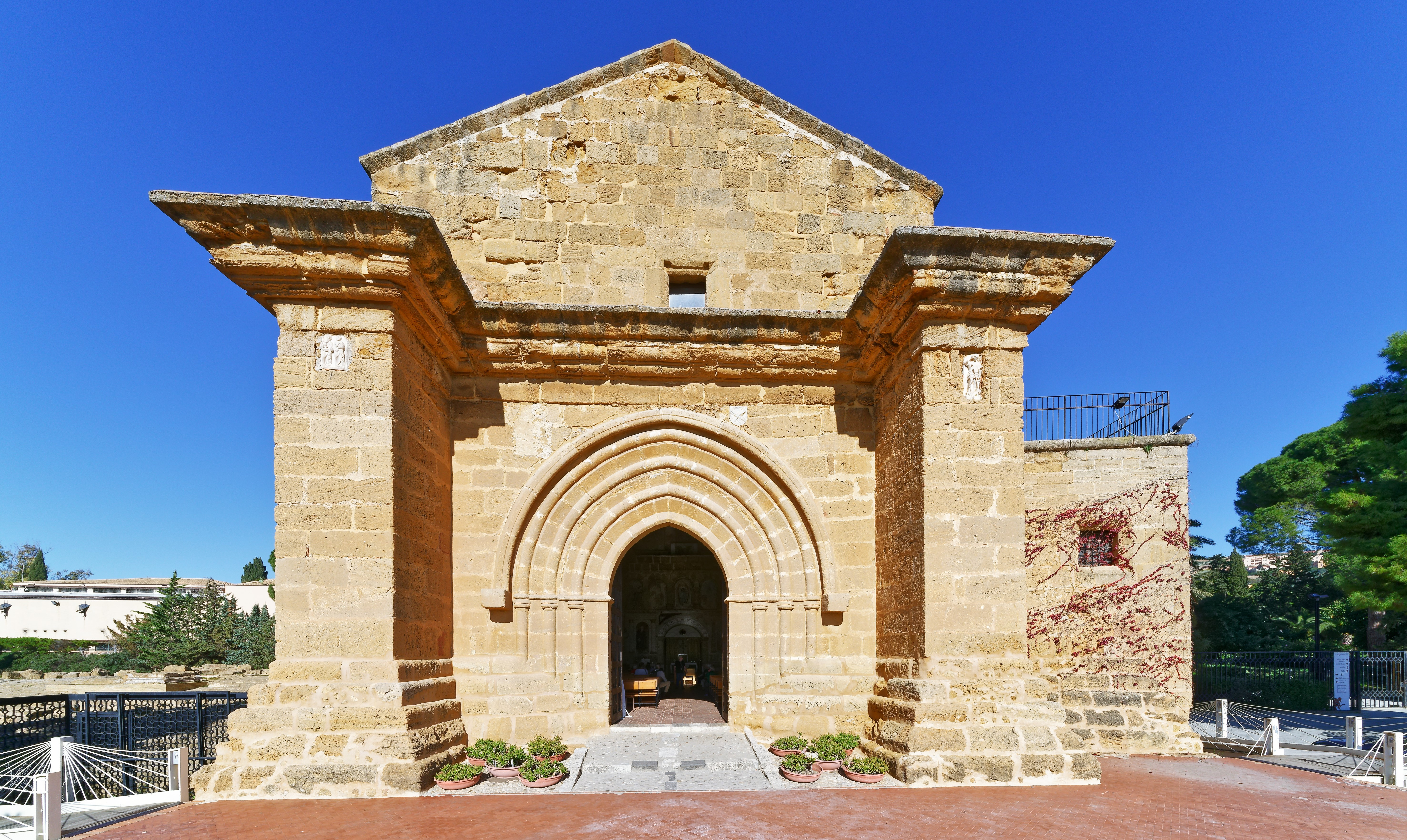
San Nicola

Die Kirche San Nicola war die ursprüngliche Klosterkirche der Zisterzienser. Sie stammt wie das Kloster aus dem 13. Jahrhundert und hat eine romanische Fassade mit zwei Antenpfeilern und einem spitzbogigen Portal sowie einem darüber verlaufenden Gesims, das die Fassade horizontal gliedert. In einer Seitenkapelle ist – angeblich vorläufig bis zur Wiedereröffnung des konsolidierten Diözesanmuseums – ein römischer Sarkophag aus dem 2. bis 3. Jahrhundert ausgestellt, der „Sarkophag der Phädra“ genannt wird. Seine Marmorreliefs zeigen die Geschichte der unerwiderten Liebe Phädras zu ihrem Stiefsohn Hippolytos und den Tod des Hippolytos.

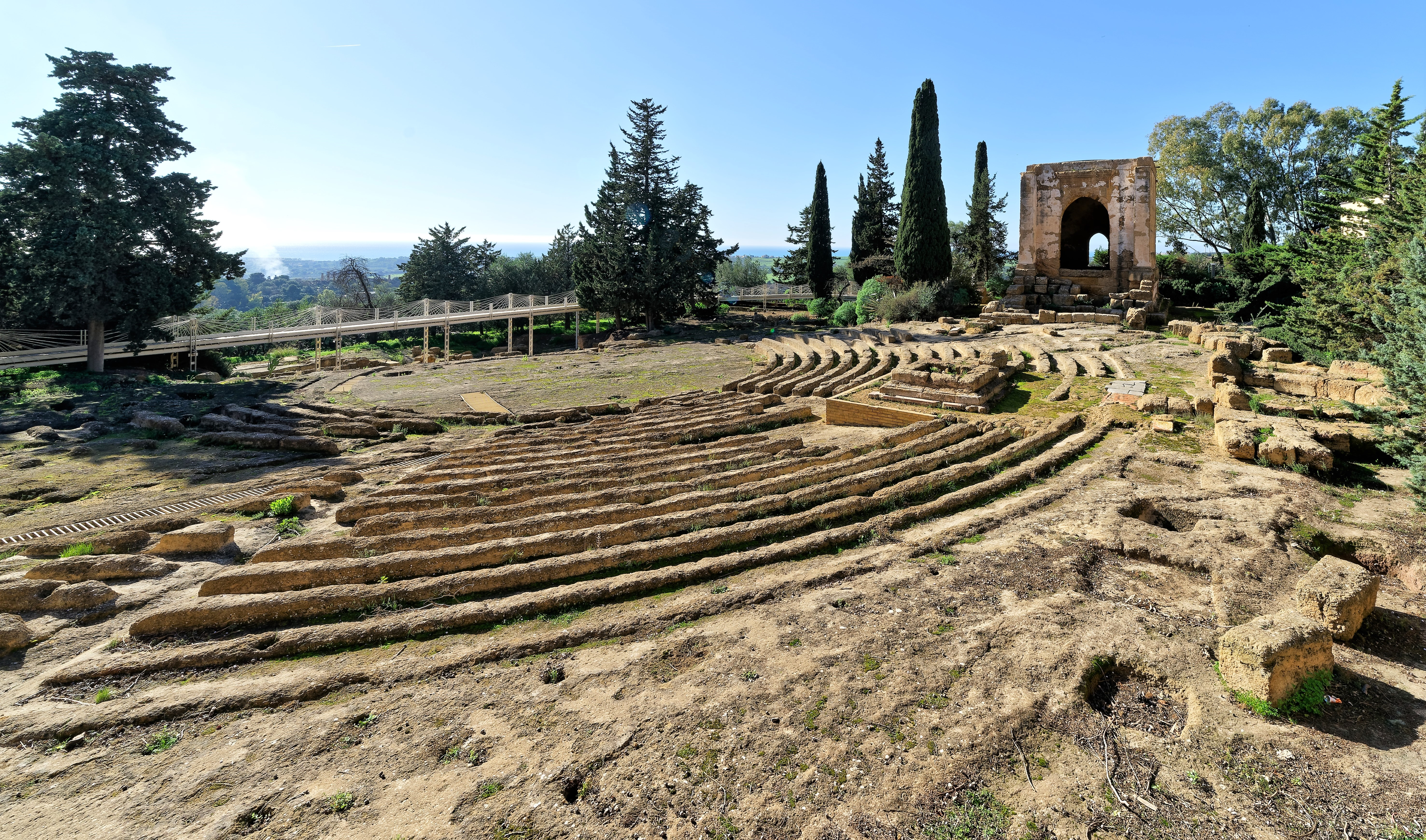
Ekklasiasterion und Oratorium des Phalaris

Südlich des Museums befindet sich das Ekklesiasterion, der Sitz der Ekklesia, der Volksversammlung in der hellenistischen Zeit. In den Hang des Hügels wurden 20 Sitzreihen etwa im Halbkreis konzentrisch um eine zentrale runde Rednertribüne herum aus dem Felsen geschlagen. Das Ekklesiasterion hat einen Durchmesser von etwa 48 m. Ungefähr 3000 Menschen fanden hier Platz.
Am Rand des Ekklesiasterions und teilweise über dessen Sitzreihen erbaut steht das sogenannte Oratorium des Phalaris. Die Zuschreibung zu dem archaischen Tyrannen erfolgte fälschlicherweise aufgrund von Berichten, die einen Palast des Phalaris an dieser Stelle nennen. Der heute stehende Bau stammt jedoch aus dem 2. Jahrhundert v. Chr. und ist der einzige während der Römerzeit neu errichtete Kultbau von Agrigentum. Ursprünglich war das Bauwerk ein Prostylos im ionischen Baustil, der auf einem Sockel errichtet war und dem ein quadratischer Altar vorgelagert war. Im 1. Jahrhundert wurde das Tempelchen als Grabmal verwendet, und im Mittelalter wurde es als Oratorium in das Zisterzienserkloster integriert. Aus dieser Zeit stammt auch das auf der Westseite herausgebrochene Fenster.

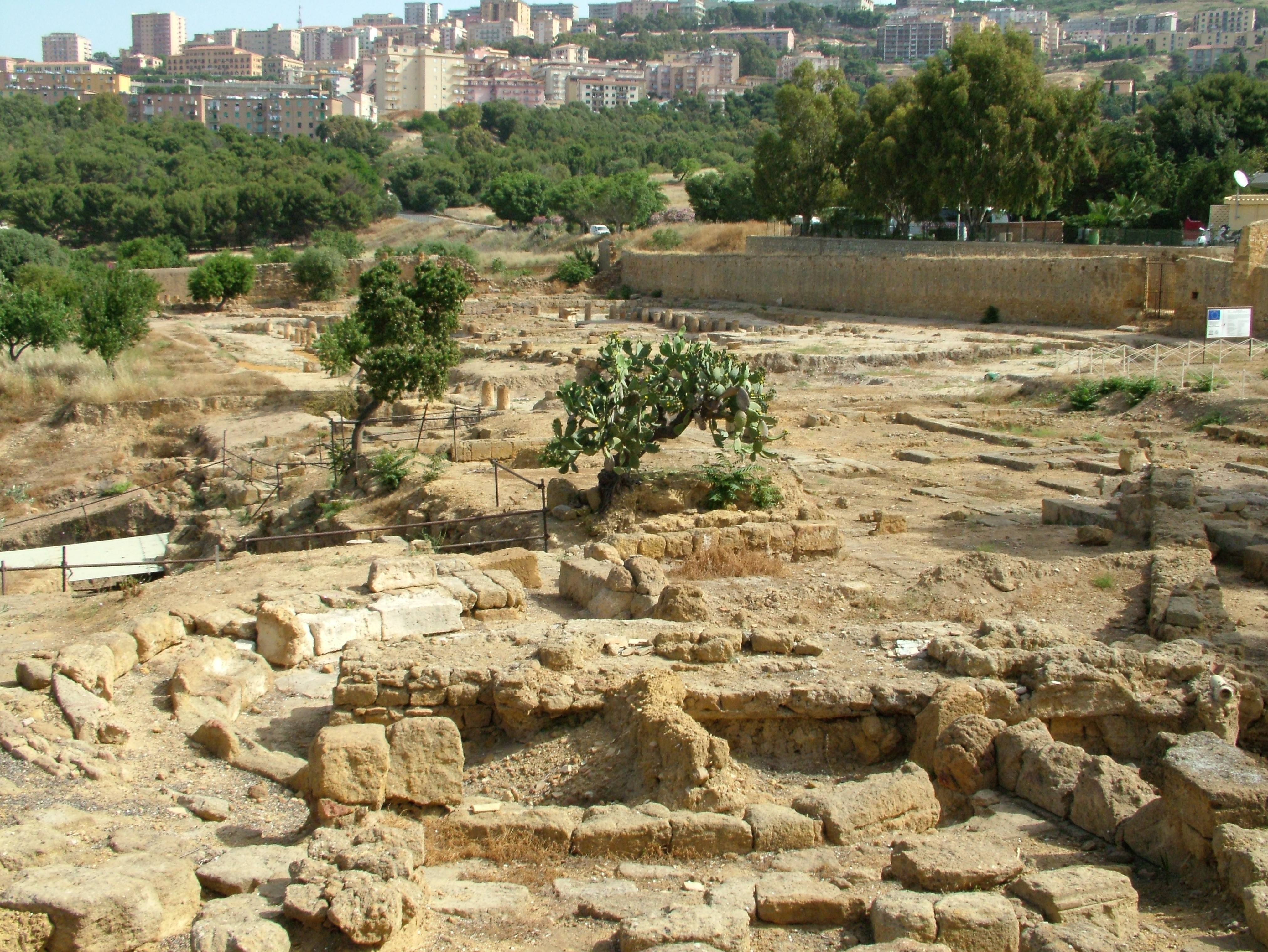
Buleuterion

Nördlich des Museums wurde das Buleuterion ausgegraben, das der Versammlungsort der Bule war, des Rates, der die Volksversammlungen vorbereitete. Dabei konnten zwei hauptsächliche Bauphasen festgestellt werden, die erste im 4. bis 3. Jahrhundert zur Zeit des Hellenismus und die zweite später zur Römerzeit. Das Buleuterion war ein etwa quadratisches Gebäude mit einem halbkreisförmigen Versammlungsort.
Östlich der Anhöhe von San Nicola wurde ein Teil eines Hellenistisch-Römischen Stadtviertels ausgegraben. Die Gebäude wurden bei der Neubesiedelung von Akragas durch Timoleon auf den Grundmauern von Gebäuden der zerstörten Stadt errichtet, das hippodamische Straßensystem wurde übernommen. Auf dem ausgegrabenen Gelände befinden sich Reste von Gebäuden verschiedener Bauzeiten und Stile, z. B. hellenistische Peristylhäuser mit einem von Säulen umstandenen Innenhof und italische Atriumhäuser. Ein prunkvolles Peristylhaus hatte sogar eigene Thermenanlagen. Die Häuser hatten Mosaikfußböden, von denen die einfacheren, aus geometrischen Mustern und Ornamenten bestehenden, noch an Ort und Stelle zu sehen sind, während die komplexeren, z. B. ein Mosaikfragment, das eine Gazelle darstellt, in das Archäologische Museum übertragen wurden. Das ausgegrabene Viertel war etwa bis ins 7. Jahrhundert bewohnt, als sich die Bewohner allmählich auf den sichereren Girgentihügel zurückzogen.

## Akropolis
Die Akropolis der antiken Stadt Akragas erstreckte sich über den Athenafelsen im Norden der Stadt und den Girgentihügel, der sich westlich an diesen anschloss. Polybios berichtet, dass sich auf dem Gipfel der Akropolis ein Temenos mit zwei Tempeln befand, die dem Zeus und der Athene geweiht waren.
Der Zeustempel entstand nach zeitgenössischen Berichten bereits im 6. Jahrhundert v. Chr. als ältester Tempel von Akragas. Die Reste dieses Tempels werden auf der höchsten Erhebung des Girgenti-Hügels unter dem heutigen Dom San Gerlando vermutet. Es gibt jedoch bisher keine archäologischen Funde, die diese Vermutung bestätigen.

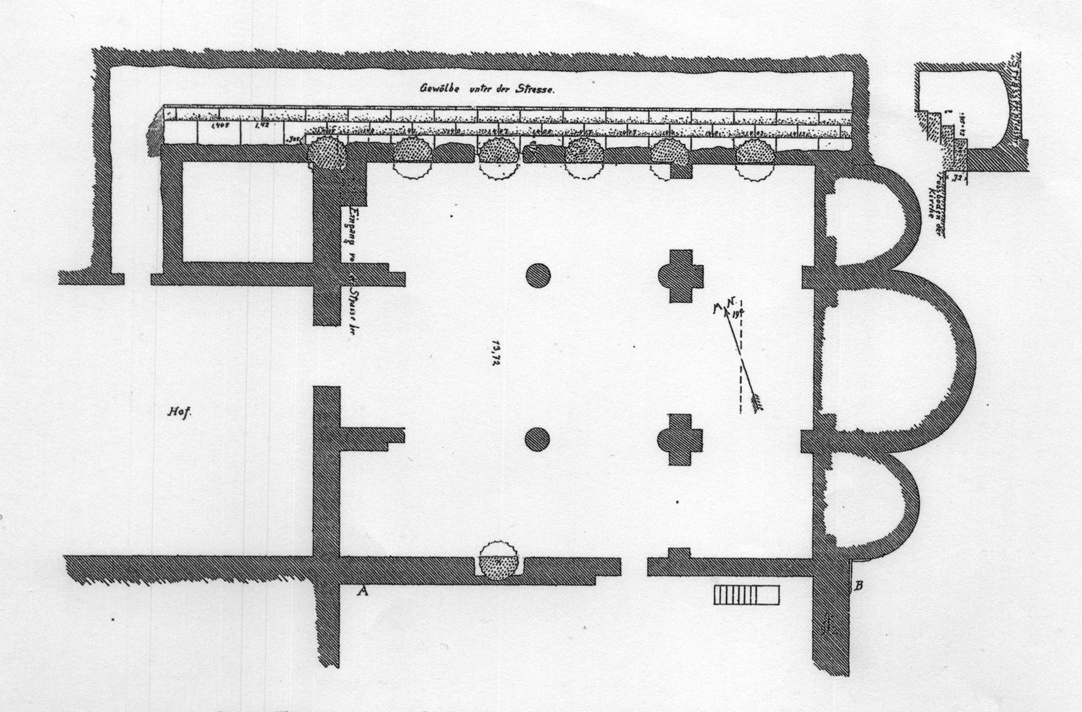
S. Maria dei Greci, Grundriss von Robert Koldewey

Der Athenatempel wurde etwa 480–460 v. Chr. als dorischer Peripteros errichtet. Auf den Resten dieses Tempels wurde wahrscheinlich schon in oströmischer Zeit eine Kirche errichtet. Die heutige Kirche Santa Maria dei Greci wurde etwa 1200 erbaut. Teile der ausgegrabenen Krepis und sechs dorische Säulenstümpfe von der Nordseite des Athenetempels sind heute unterhalb der Kirche zu sehen (siehe Grundriss). Von der Cella gibt es bislang keine Spur.

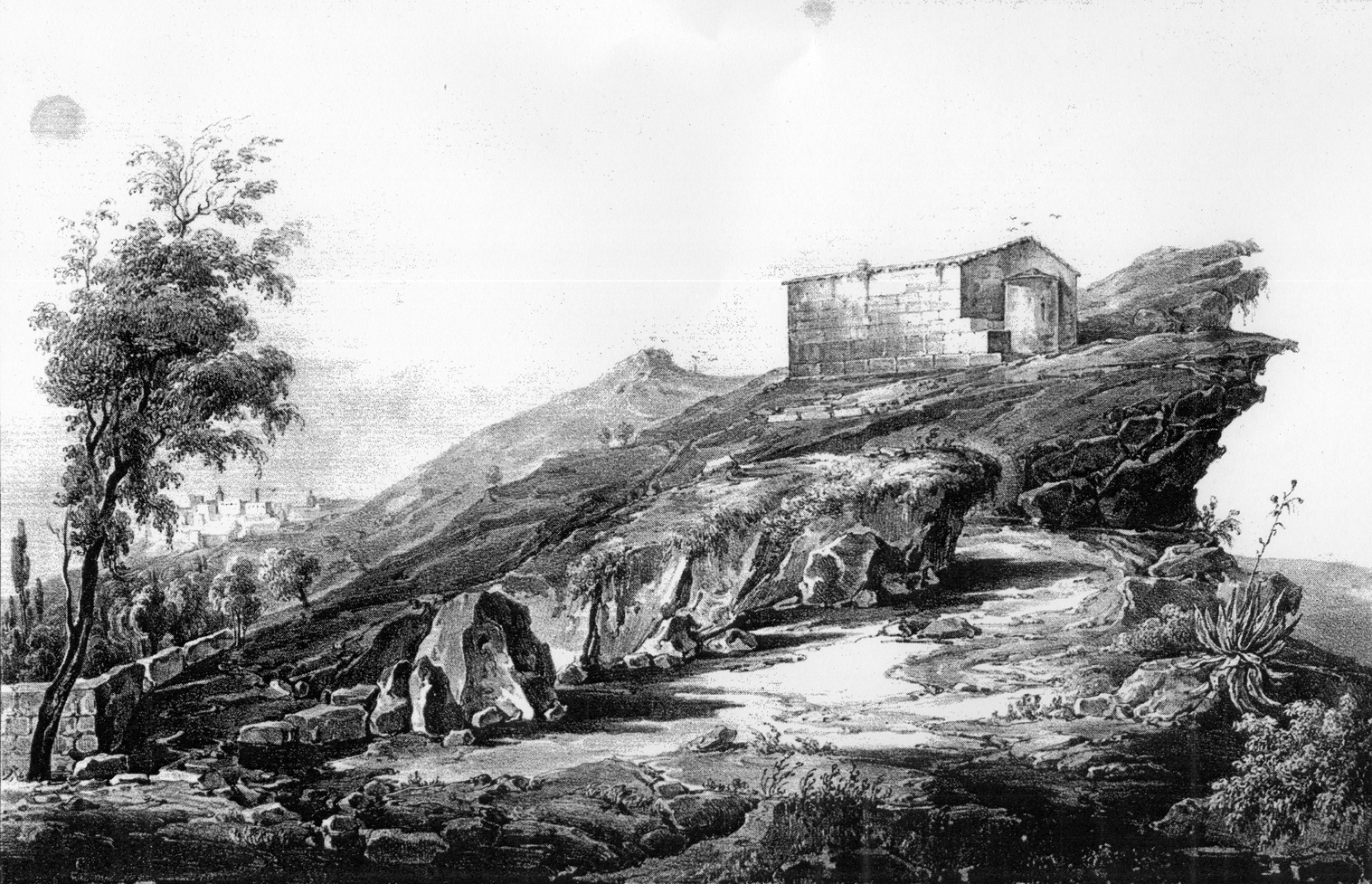
San Biagio (Demetertempel), Stich nach Serradifalco

Am östlichen Ende des Athenefelsens (Rupe Atenea) stand der Demetertempel. Er wurde etwa 480–470 v. Chr. in Form eines dorischen Antentempels errichtet. Erhalten sind das Fundament und ein Teil der Mauern der Cella. Auf dem Fundament und unter Verwendung der Mauerreste wurde im Mittelalter die Kirche San Biagio errichtet. Dabei wurde die Orientierung umgedreht, so dass die Apsis zwischen den Grundmauern der Anten des ursprünglichen Pronaos steht (siehe Grundriss). Rundaltäre und Votivbilder, die in der Nähe des Tempels gefunden wurden, deuten auf eine Verehrung der Erdgöttin Demeter hin. Die ebenfalls hier gefundenen zahlreichen Öllampen lassen nächtliche Zeremonien vermuten.
Unterhalb des Demetertempels befindet sich das Felsheiligtum der Demeter. In einer Wand des Athenefelsens befinden sich drei Grotten, die von einer Quelle gespeist werden. Das Wasser wurde in mehreren miteinander verbundenen Becken gesammelt. Der Zugang zu den Grotten erfolgte über ein rechteckiges Bauwerk, in dem auch das Wasser gesammelt und in darunter liegende Wannen geleitet wurde. Es wird vermutet, dass die Grotten bereits eine Kultstätte der Sikaner bildeten, die vor der Ankunft der Griechen in dieser Gegend siedelten.

## Weitere Bauwerke

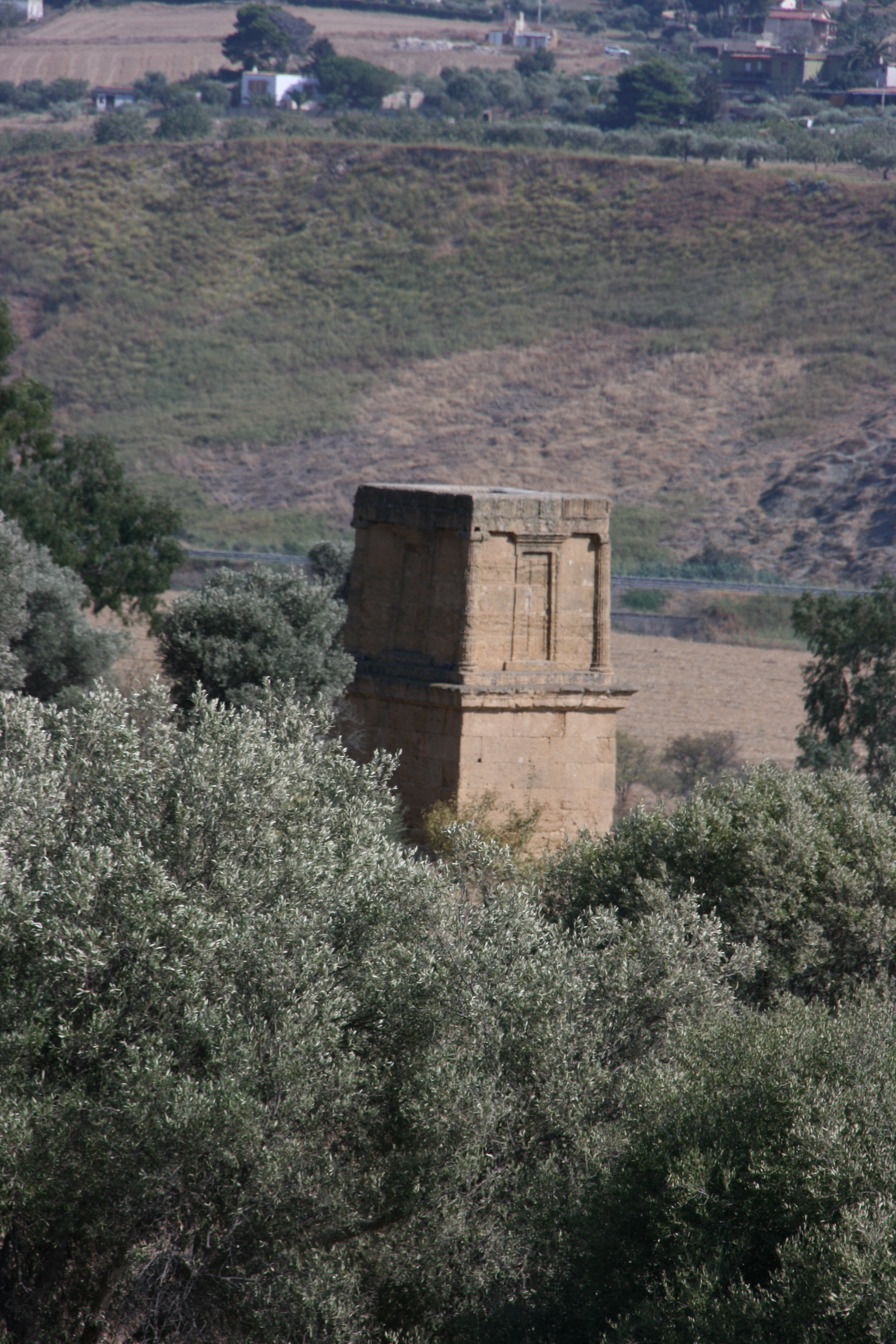
Grab des Theron

Auf der Fortsetzung des Hügels der Tempel auf der gegenüberliegenden Talseite der Gärten von Kolymbéthra befindet sich der Hephaistostempel. Er lag noch innerhalb der antiken Stadtmauer, ist aber nicht mehr im Archäologischen Park „Valle dei Templi“ enthalten. Der Zugang zu dem Tempel des Hephaistos befindet sich auf der Straße zu dem Ortsteil Villaseta ca. 1 km westlich vom Grab des Theron. Vom Hephaistostempel aus hat man eine sehr schöne Sicht auf die Reihe der Tempel des Valle dei Templi. Der Hephaistostempel ist der jüngste der klassischen Tempel von Akragas und wurde etwa 430 v. Chr. als dorischer Peripteros auf einem vierstufigen Unterbau erbaut. Die Cella wurde über einem sehr viel kleineren archaischen Megaron errichtet. Von dem Hephaistostempel stehen nur noch zwei Säulenreste. Da sie nur teilweise kanneliert sind, ist zu vermuten, dass der Neubau des Tempels noch nicht abgeschlossen war, als die Karthager im Jahre 406 v. Chr. Akragas zerstörten.
Außerhalb der antiken Stadt lag vor dem Tor IV (Porta Aurea) eine große hellenistisch-römische Nekropole, die „Necropoli Giambertoni“ genannt wird. Die meisten der Gräber sind einfache Gruben oder in die Erde versenkte Sarkophage, aber es gibt auch monumentale Bauwerke. Direkt außerhalb des Tors IV befindet sich das sogenannte Grab des Theron. Die Zuordnung erfolgte irrtümlich aufgrund einer Beschreibung des (nicht mehr erhaltenen) Grabmals des Tyrannen Theron durch Diodorus Siculus. Das heute noch stehende Bauwerk stammt jedoch aus einer viel späteren Zeit. Es wurde ca. 75–70 v. Chr. errichtet und war vermutlich ein Heroon, d. h. ein Gedenkbau für einen bedeutenden Bürger. Das Bauwerk hat einen quadratischen Sockel mit dorischem Gesims, auf den ein hausförmiger Aufbau aufgesetzt ist. Die Wände des Aufbaus haben Scheintüren, und an den Ecken stützen ionische Säulen ein dorisches Gebälk.

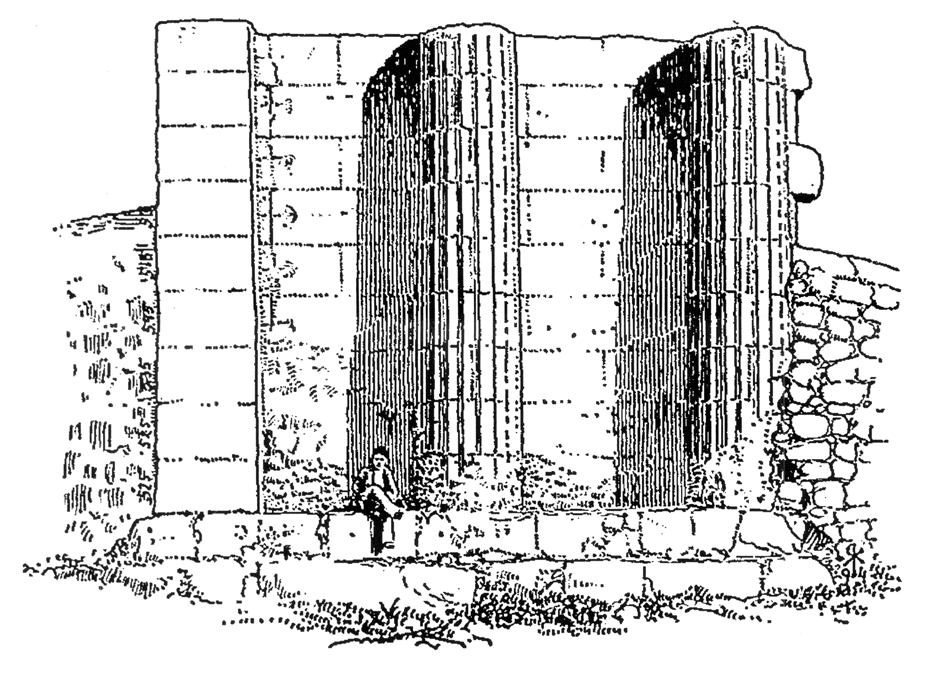
Asklepiostempel, Zeichnung von Robert Koldewey

Weiter außerhalb der Stadt befindet sich der Asklepiostempel. Die Zuordnung ist wieder durch Cicero überliefert, der von einem hier aufbewahrten Standbild des Apoll, des Vaters des Asklepios, berichtet, das Verres gestohlen hatte. Der Tempel hat die Form eines Antentempels mit Pseudo-Opisthodom, der etwa doppelt so lang wie breit ist. Die Vorhalle (Pronaos) ist durch zwei Säulen zwischen den hervortretenden Seitenwänden (Anten) gebildet, während die Rückhalle (Opisthodom) nur durch Halbsäulen und Pilaster auf der Rückwand vorgetäuscht ist. Bei neueren Grabungen wurde um den Tempel herum ein Gebäudekomplex mit einem Portikus, einer Zisterne und 28 Zimmern für Kranke gefunden, wie er für Asklepiostempel typisch ist.
Östlich des Heratempels befindet sich am Fuß des Hochplateaus eine frühchristliche Basilicula (kleine Basilika, Kapelle) mit einer Größe von 10,45 × 6,80 m. Sie wurde vermutlich unter Kaiser Konstantin als Gedenkstätte für Märtyrer errichtet. Heute stehen nur noch das Fundament und die Grundmauern. Im Boden befinden sich zwei trapezförmige Gräber, in denen Terra-Sigillata-Reste und Fragmente eines römischen Sarkophags gefunden wurden.